# قائمة حكام سبأ

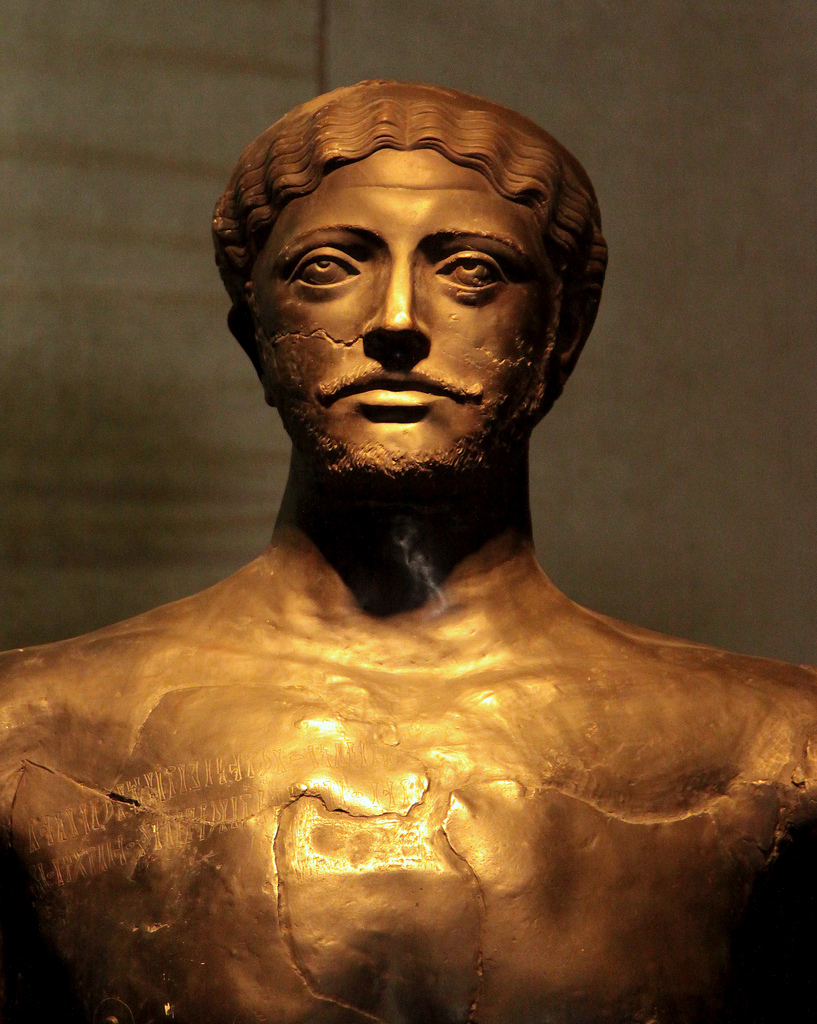
الملك ذمار علي يهبر الأول، أحد أقوى ملوك سبأ وذي ريدان.

لا يتوفر حتى الآن قائمة دقيقة لمكارب وملوك سبأ في فترة ما قبل الميلاد، وهم بضع وأربعين مكرباُ وملكاً حكموا ما بين القرن الثامن قبل الميلاد إلى القرن الأول قبل الميلاد. مع ذلك، استطاع العلماء والباحثين الوصول إلى فترات ملوك سبأ وذي ريدان في فترة أواخر القرن الأول قبل الميلاد وما بعده، لتوفر التقويم الحميري. وبفضل هذا التقويم تم تصحيح الارتباك السائد بين المستعربين والعلماء المتخصصين في العربيات الجنوبية في ترتيب أيام الملوك وزمان حكمهم.

## قائمة مكاربة سبأ: القرن الثامن - الخامس قبل الميلاد

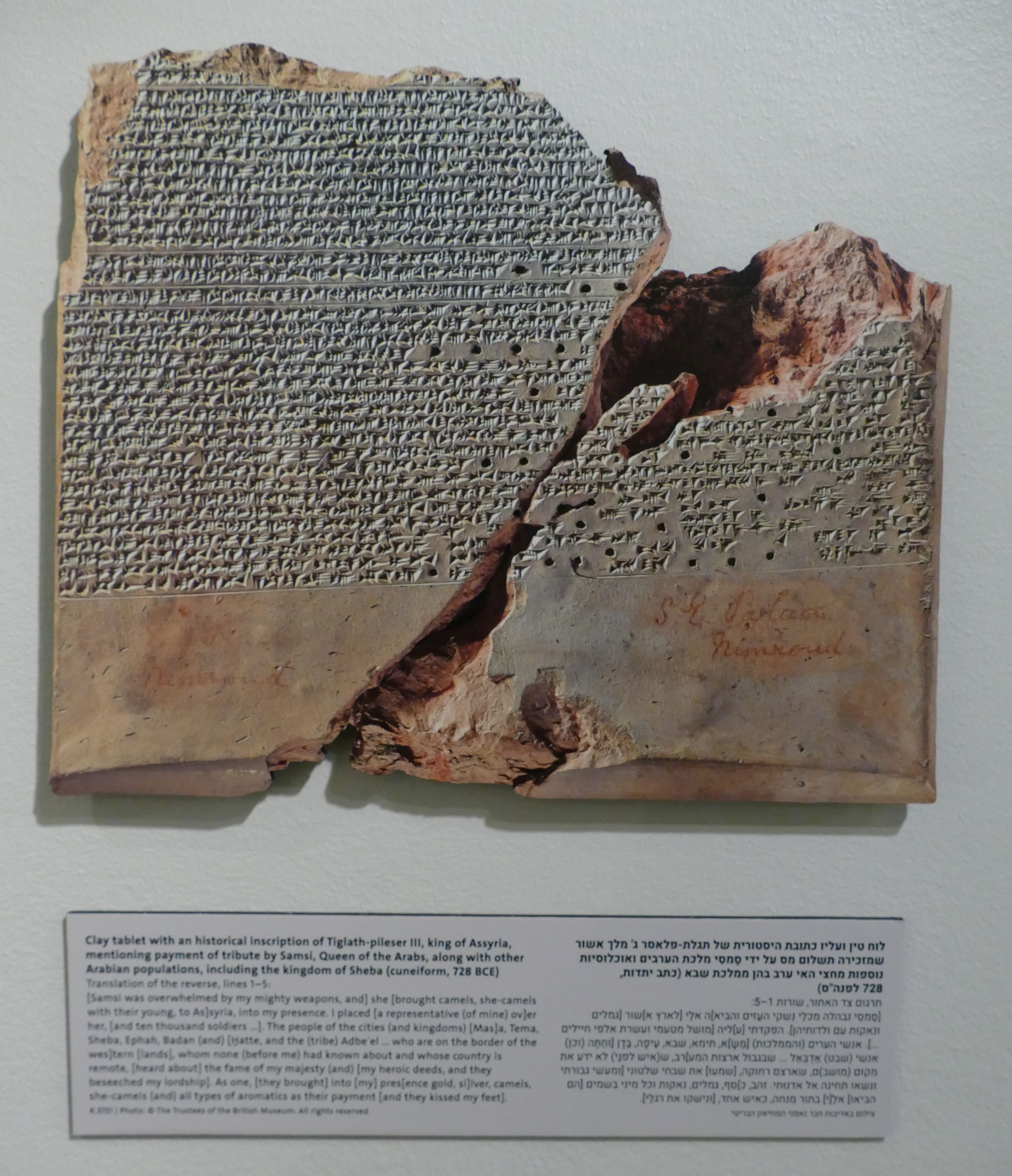
لوح طيني عليه نقش تاريخي للملك تغلث فلاسر الثالث، يذكر أن قبيلة سبأ ومجموعة من سكان الجزيرة العربية دفعوا الجزية لملك آشور في حوالي العام 732 ق م.

قترة الأسرة السبئية القديمة، تبدأ مع بداية التوثيق الكتابي الرسمي في أواسط القرن الثامن قبل الميلاد، وفي هذا الوقت يظهر الكيان السياسي لقبيلة سبأ. النقوش الرسمية السبئية الأولى ظهرت في أواسط القرن الثامن قبل الميلاد - 750 ق م - وفقاً لتقدير عالم السبيئيات الفرنسي كريستيان روبن (1996م)، أو فيما بين العام 800 ق م - 740 ق م حسب تقدير العالم الألماني فون ويسمان (1976م)، بينما أرجع الإيطالي "أليساندرو دي مايغريت" أول نقش رسمي مكربي إلى سنة 700 ق م في كتابه سنة 2002م. حالياً أصبحت فرضيات هؤلاء العلماء مؤكدة بفضل النقوش الحديثة، وتم نقض ما يقال أن سبأ ظهرت في القرن الخامس قبل الميلاد.
توفر قائمة المكاربة نظرة عامة منهجية لجميع الحكام المعروفين. بالإضافة إلى أسماء الزعماء السبئيين في فترة ما قبل المكاربة - عصر الزعامة - إلى ظهور يثع أمر وتر، أول مكرب سبئي مؤكد. التواريخ الرئيسية التي تشكل الإطار الأساسي للتسلسل الزمني السبئي تأتي من كتابات الحكام الرسمية.

### عصر ما قبل المكاربة (عهد الزعامة)
"عصر الزعامة السبئي" هو الاسم المفترض والمنهجي للفترة الأولى من تاريخ قبيلة سبأ، يمتدُ هذا العهد بدءاً من الزعيم "يدع إيل بن ذمار علي"، صاحب أقدم نقش سبئي رسمي معروف، ومنذ هذا الوقت يظهر الكيان السياسي لسبأ، وينتهي هذا العصر بظهور الحاكم "يثع أمر وتر" أول مكرب سبئي مؤكد، وهو مؤسس دولة سبأ، وصاحب التحالفات مع مدن وقبائل الجوف، وحليف أوسان، وإليه يعود الفضل في إخراج سبأ من قوقعتها في مأرب وصرواح إلى أن أصبحت في نهاية عهده القوة الأكبر في جنوب الجزيرة العربية.
امتاز عصر الزعامة القصير - بتأسيس تجارة القوافل مع شمال الجزيرة العربية، ونقل المنتوجات العربية الجنوبية إلى تيماء، ومنها إلى بلاد ما بين النهرين. وبفضل هذه التجارة، تنامت ثروة قبيلة سبأ، مما أتاح لزعمائها الأفضلية في عقد التحالفات مع زعماء القبائل والحواضر المجاورة. وقد استغل الزعماء السبئيون ثروتهم في زيادة أملاك قبيلة سبأ، وذلك بشراء الأراضي المحيطة لمأرب من كبراء القبائل المحلية، وتجلت تلك السياسية بشكل واضح في عهد "يثع أمر وتر".
| عصر ما قبل المكاربة |                      | |                   |
| 1                   | ذمار علي             | - لم يصلنا عن هذا الزعيم شيئاً، سوى ذكر اسمه في نسب أبناؤه – يدع إيل ويكرب ملك. | 750 ق م (نهاية)   |
| 2                   | يدع إيل بن ذمار علي  | - يعد "يدع إيل بن ذمار علي"، أقدم من وصل إلينا من زعماء سبأ، وإن لم يحمل لقب مكرب، وهو صاحب أقدم النقوش السبئية حتى الآن. ومن المحتمل أنه والد "سمه علي ذريح بن يدع إيل" مكرب سبأ خلال العقد الأخير من القرن الثامن قبل الميلاد. - تؤكد النقوش الميدانية أن سور مدينة صرواح الذي بني أواسط القرن الثامن قبل الميلاد - تم بناؤه على يد "يدع إيل بن ذمار علي"، والسور على بعد بضع مترات من مستوطنة صرواح السبئية، والتي أسست قبل السور بحوالي 50 - 150 عاماً، أي حوالي 900 - 800 قبل الميلاد -وفقاً للمتوسط الذي اعطاه تحليل الكربون 14.وفي وقت ما من زعامة "يدع إيل" ذكر معه شقيقه "يكرب ملك". | 750 ق م - 740 ق م |
| 3                   | يكرب ملك بن ذمار علي | - زعيم سبأ خلال ثلاثينيات القرن الثامن قبل الميلاد، حتى الآن لم يعثر على نقش يصفه بلقب "مكرب". وهو والد "يثع أمر وتر" الحاكم السبئي الشهير. - ترك لنا رجل يدعى "شياط"، أربعة نقوش في الأطراف الجنوبية لجبل بلق القبلي في وادي أذنة- نفس مكان سد مأرب الشهير، وهي تخبرنا عن بناء أول نظام للري في واديي جفينة وأذنة، ويرجع تاريخها إلى عهد "يكرب ملك"، ويستمر العمل في عهد يكرب ملك وابنه المكرب الشهير "يثع أمر" خلال الثلث الأخير من القرن الثامن قبل الميلاد. وينتهي العمل في عهد يثع أمر المنفرد، ويبدو أن هذا المشروع استمر عقوداً من الزمن. - في هذه الفترة، تشير أحد النصوص من بلاد الرافدين إلى مهاجمة "نينورتا كودري أصر" لقوافل من سبأ وتيماء في السنة السابعة من حكمه أي العام 738 ق م أو 731 ق م تقريباً. ومن نفس الفترة تقريباً، بعد العام 732 ق م، يشير لوحاً طيني عليه نقش تاريخي للملك تغلث فلاسر الثالث، إلى قبيلة سبأ ومجموعة من سكان الجزيرة العربية دفعوا الجزية لملك آشور. وهي نصوص معاصرة لفترة "يكرب ملك" وابنه العظيم "يثع أمر وتر"، وتعد أقدم الإشارات المؤكدة إلى سبأ. - في الفترة التي كانت قبيلة سبأ تحت حكم "يكرب ملك بن ذمار علي"، يبدو أن صرواح تعرضت لهجوم على يد مجموعة من قبيلة معين، تضرر فيها جزء من السور الذي بناه "يدع إيل بن ذمار علي"، مع إشارة كاتب النص إلى قتل العابثين المعينيون وطرد الناجون من صرواح، وهو أقدم ذكر لمعين. ويستطرد كاتب النقش إلى أنه كان خادماً ليدع إيل (مؤسس السور) ولاحقاً شقيقه (يكرب ملك)، مع إشارته إلى ترميم الجزء الذي أتلفه العابثين، وحمايته للسور، ويبدو أن هذا الخادم كان أحد البناءين للسور أيام "يدع إيل بن ذمار علي". لاحقاً، نرى اثنين من زعماء مدينة قرناو (مقر قبيلة معين) يظهرون المؤاخاة القبلية مع سبأ والمكربين "يثع أمر بين" و"ذمار علي" في بداية القرن السابع قبل الميلاد. - يبدو أن "يكرب ملك" واجه اضطرابات ومقاومة من قبل القبائل الأصلية في المرتفعات الغربية لمأرب، والتي تنحدر مياهها إلى وادي ذنة. وربما حدث ذلك خلال فترة إنشاء مشروع الري الذي قام به "يكرب ملك"، ومن المحتمل مقتله في ذلك الصراع. ويظهر ذلك في نقش ابنه يثع أمر وتر، الذي جاء فيه: «نقم (ثأر لوالده) يكرب ملك و(قبيلة) سبأ و(وادي) ذنة، وقدّمَ سرم (حالياً: مديرية خولان) لإيل مقه ولسبأ»يظهر هذا الجزء من سجل "يثع أمر وتر"، إنتقامه لوالده من سكان سرو (تحديداً: سرو وادي ذنة) أي المرتفعات الغربية المتاخمة لمأرب، ومصادرته هذه الأرض بالقوة إلى الإله إيل مقه وقبيلة سبأ.في عهد ابنه "يثع أمر وتر"، تخرج سبأ من قوقعتها في مأرب إلى المرتفعات لأول مرة. لاحقاً نجد يثع أمر وتر وكربئيل وتر يتوسعون بشراء كل مساقي الأودية المنحدرة من السرو إلى مدن مأرب وصرواح في المنخفضات في السبئية. | 740 ق م - 730 ق م |

### مكاربة سبأ
لدينا إحدى وعشرين مكرباً، منهم عشرين مكرب مؤكد حتى الآن، تولوا سدة الحكم في سبأ خلال ثلاثة قرون تقريباً. ومن المؤكد حالياً أن لقب "مكرب" أول من ابتدعه العظيم "يثع أمر وتر بن يكرب ملك" في المرحلة الأخيرة من حكمه حوالي العام 715 ق م، وآخر مكرب مؤكد هو "يدع إيل بين بن يثع أمر" حوالي العام 400 ق م، وهو أول من بدل اللقب السياسي من "مكرب" إلى "ملك" في بداية القرن الرابع قبل الميلاد تقريباً. وفي هذا الوقت، أي القرن الرابع قبل الميلاد، فقد السبئيون هيمنتهم على جنوب الجزيرة العربية وتنازلوا عنها لجيرانهم مملكتي قتبان ومعين.
تجدر الإشارة إلى أن أسماء الحكام والمكربين مكوّنة من ستة أسماء مركّبة: (ذمار علي، سمه علي ، كرب إيل، يكرب ملك، يدع إيل، يثع أمر). ومن أربعة ألقاب: (وتار، بين، ذريح، ينوف) كانت محصورة لهم ولا يحملها إلا الحكام والمكاربة. والمعروف من النقوش أن المكربين السبئيين كانوا يُشركون إخوتهم وأبناءهم في الحُكم، ولكن لا يحمل لقب "مكرب" إلا واحداً منهم، وعادة يذكر في أول القائمة، ولا يذكر اللقب "مكرب" في النقوش إلا عندما يكون صاحب النقش هو مكرب، وهذا اللقب لا يستعمل إلا بصيغة المفرد؛ ومن هنا يأتي إعطاء هذا اللقب سمة مقدسة للحكام السبئيين الأوائل، لأنهم كانوا أيضاً في أكثر الاحتمالات يؤدون وظيفة مهمة في الطقوس الدينية، فيقومون بالصيد المقدس، والاستسقاء، ويشرفون على بناء المعابد والمباني العامة.
اعتمد العلماء في التسلسل التاريخي لحكام سبأ حتى الآن اعتماداً رئيساً على النصوص الآشورية التي تشير إلى حكام سبأ،
وقد أكدت النقوش السبئية ثبات هذه المعلومات المذكورة في النصوص الأشورية وصحتها، فهي تذكر "يثع أمر وتر" من سبأ الذي دفع ضريبة لملك أشور سرجون الثاني في سنة 715 ق م، ومن عهد سنحاريب لدينا نص يذكر "كربئيل وتر" ملك سبأ، الذي أرسل هدايا في عيد رأس السنة الآشورية سنة 685 ق م أو 682 ق م. الجدير بالذكر هنا، أنه من الصعب تحديد مدة حكم كل حاكم، وذلك لعدم وجود نقوش مؤرخة تشير إلى بداية حكم كل ملك ونهايته، كما هو الحال في الحوليات الآشورية أو أرشيف حكام مصر القديمة.
القائمة التالية يمكن اعتبارها موثوقة إلى حد لا بأس به. لدينا حتى الآن 21 مكرب (عدا رقم 19 غير مؤكد) لمدة 325 عاماً منذ أن اتخذ "يثع أمر وتر" لقب مكرب حوالي 715 ق م تقريباً، إلى أن بدل "يدع إيل بين بن يثع أمر" اللقب السياسي من "مكرب" إلى "ملك" في بداية القرن الربع قبل الميلاد. وعلى سبيل المقارنة، بلغ عدد ملوك العصر الحميري 21 ملكاً، الملوك ببدء العد من ذمار علي يهبر جوالي 135 م، ونهاية العد مع مقتل يوسف أسار يثأر 530م، أي 395 عاماً، وهو تسلسل مؤكد وموثق جيداً بفضل النقوش المؤرخة بالتقويم الحميري. ويظهر من خلال المقارنة أن المكاربة كانت فترات حكمهم أقصر من ملوك السلالة الريدانية.
  فترة موثقة بنقش مؤرخ.
| الترتيب | المكرب                        | ملاحظة | اللقب    | الحكم             |
| ------- | ----------------------------- | --- | -------- | ----------------- |
| 1       | يثع أمر وتر بن يكرب ملك       | - يَثَع أمَر وَتَر بِن يَكْرُب مَلِك، يعد المؤسس الفعلي لدولة سبأ، وصاحب الجنتين، وهو أقدم من وصل إلينا من زعماء سبأ بلقب "مكرب" أي: الموحد. تشير النصوص القديمة من عهد هذا الحاكم إلى أنه لم يكن يحمل لقب "مكرب" في أوائل عهده، وهو من ابتدع هذا اللقب بعد الانتصارات العسكرية التي حققها على النطاق الداخلي في جنوب جزيرة العرب، فهو بذلك يستحق لقب "الموحد". ووفقاً لنقش أثري خاص للملك الآشوري سرجون الثاني، فقد دفع إيتامرا السبئي جزية لسرجون خلال السنة السابعة من فترة حكمه أي عام 715 ق م. - اتخذ هذا المكرب سياسية التوسّع، بغرض فرض سيطرته على مدن جنوب الجزيرة العربية وقبائلها، فتحالف مع مملكة أوسان التي كانت على نزاعات مع جيرانها، أي مع قبائل قتبان والهضاب الغربية-الجنوبية (ردمان، رعين، دّهاس، يحير)، فتدخلت سبأ، وسيّرت حملات عسكرية ضد تلك القبائل. وقد دفع ثمن هذه الحملات ملوك قبائل ومدن، فقتل في المعارك: ملوك تمنع وينهجو وردمان ويحير ويهنطل وذي وسر. وعين "يثع أمر" على تلك القبائل - ملوكاً حلفاء له. - دخل هذا المكرب في الصراع الذي بين مدينة نشان وجارتها مدينة كمنا في الجوف، مما أدى لترجيح كفة نشان، وقد تم إرجاع أراض لنشان استولت عليها كمنا. كما استولى السبئيون على أرض "منهية" التي كانت تابعة لكمنا. - اشترى "يثع أمر وتر" مناطق شاسعة في وادي رغوان (كتال وكاهل) على مسافة 50 - 70 كيلو متر شمال مأرب، وكاهل هي في جنوب يثل (حالياً: براقش) على بعد 20 كيلا، وذلك بغرض الوصول إلى مدن الجوف. علاوة على ذلك، قام بشراء أراضي واسعة في وادي الجوبة (قديماً: ونب)، الوادي المجاور مباشرة إلى الجنوب من مأرب، ليوسع بذلك أملاك قبيلة سبأ. بالإضافة إلى شراء أرض رداع في المرتفعات الغربية من وادي الجوبة، لتأمين حدود مأرب الجنوبية-الغربية مع قبيلة قتبان وردمان. وقد ضم هذا المكرب إلى قبيلة سبأ، جماعة أخرى تعرف باسم "فيشان" ، وورد ذلك في صيغته:«جمع ولد إيل مقه (أي: سبأ) من كل قوم (أسرة)، وزاد جماعة فيشان إليهم». | مكرب سبأ | 730 ق م - 710 ق م |
| 2       | سمه علي ذريح بن يدع إيل       | - لا يستبعد أن هذا المكرب ابن عم للمكرب السابق،وربما ابن للزعيم "يدع إيل بن ذمار علي" أقدم حاكم سبئي معروف. لدينا نقش واحد رسمي لهذا الحاكم، يحمل فيه صراحة لقب "مكرب"، ويذكر فيه شرائه لأحد الأراضي. - في عهد "سمه علي" وابنه "يثع أمر بين" تم اتخاذ عدد من التدابير لتأمين سبأ. كان شراء الأراضي أحد الإجراءات المميزة لسياسة المكرب السابق يثع أمر وتر التوسعية في ذلك الوقت، والذي اشترى أراضي لا حصر لها. وهكذا، استحوذ السبئيين على أماكن ذات أهمية استراتيجية خارج معقل سبأ، مثل كتال (حالياً: خربة سعود)، وكاهل (حالياً: جدفر ابن منيخر) في وادي رغوان، وهي القواعد اللوجستية لسبأ على الطريق من مأرب إلى الجوف، وأحاطت تلك المدن بأسوار ضخمة من قبل السبئيون، وتم تسييجها لحماية مأرب وتأمينها من أية محاولات للهجوم عليها من الشمال. - يشير أحد النقوش من عهد المكرب سمه علي وابنه يثع أمر إلى أعمال منشأت في هجرة "منهية يثع أمر". و"منهية" هي المدينة التي انتزعها السبئيون من كمنا في عهد المكرب السابق "يثع أمر وتر بن يكرب ملك"، لذلك كانت تسمى بإسمه في هذه الفترة المبكرة. | مكرب سبأ | 710 ق م - 700 ق م |
| 3       | يثع أمر بين بن سمه علي        | - زمن "يثع أمر بين" مؤكد بفضل عدد من المعطيات، أهمها نقوش الصيد المقدس في غرب مأرب مع أبناء وأحفاد "ذمار علي"، ومنهم "كرب إل وتر". الجدير بالذكر هنا، أن تلك الطقوس نقلها فيما بعد المكرب ""كربئيل وتر" إلى جبل اللوذ في الجوف الكبير في مرحلة متأخرة من حكمه. - يشير أحد النقوش من عهد المكرب يثع أمر بين إلى بناء أسوار تحصينية حول مأرب العاصمة. - استطاع المكربان "يثع أمر" و"ذمار علي" في عقد صلح وحلف مع "نبط علي" ملك كمنا. وتجدر الإشارة إلى "نبط علي" سيكون حليفاً قوياً في زمن كربئيل وتر -المكرب القادم. - لدينا نقش من قرناو يشير إلى الإخوة بين زعماء قبيلة معين مع سبأ الممثلة بالمكربان يثع أمر وذمار علي، ونشان الممثلة بملكها "يقه ملك". ويظهر من النص تبعية قرناو إلى نشان، قبل أن ينشأ كيان معين السياسي، وحلف الطرفان مع سبأ القوة الأكبر سياسياً واقتصادياً في ذلك الوقت. و"يقه ملك" هو شقيق "لبوان يدع" ملك نشان في عهد كربئيل وتر وحليفه القوي،وعم وحمو الملك "سمه يفع بن لبوان" والذي في عهده انخرق الحلف مع سبأ وسقطت نشان في يد كربئيل وتر. | مكرب سبأ | 700 ق م - 690 ق م |
| 4       | ذمار علي؟                     | - غير مؤكدة علاقته بالمكرب السابق.تجدر الإشارة إلى أنه لم يعثر على أي نقش رسمي لهذا المكرب، يدعم أصوله، سوى ذكر اسمه مع "يثع أمر بين" ، وفي نسب ابنه المكرب القادم.وقد ذكر ذمار علي مع يثع أمر في عدد من النصوص، أهمها نصوص المؤاخاة القبلية مع نشان وكمنا وقرناو. - لدينا نقش بناء من صرواح، يشير إلى تسوير معلم غير معلوم حتى الآن، وقد سقط من النقش – اسم ولقب المكرب وبقى اسم والده "يثع أمر".أسلوب الكتابة في النص يتطابق تماماً مع فترة هذا المكرب وسلفه "يثع أمر بين"، وبذلك من المحتمل أن ذمار علي هو ابن يثع أمر وتر. - من أهم النصوص التي وصلتنا من عهد هذا المكرب المنفرد، نص من معبد أوام، يشير إلى بناء بوابتين يعلوها سقفاً مقدمة إلى الإله بأمر من "ذمار علي". أسلوب الكتابة في النص يتطابق تماماً مع فترة هذا المكرب، وبذلك لدينا نصاً من معبد أوام يعود إلى بداية القرن السابع قبل الميلاد، يؤكد أن الأسس الأولى للمعبد ربما كانت موجودة منذ نهاية القرن الثامن قبل الميلاد على أبعد تقدير.كما عثر على نص في معبد أوعال في صرواح يذكر اسم ذمار علي، ويتطابق تماماً مع أسلوب الكتابة في النصان السابقة. | –        | 690 ق م - 685 ق م |
| 5       | كربئيل وتر بن ذمار علي        | - أقوى حكام سبأ على الإطلاق، ويعد المؤسس الفعلي لمملكة سبأ ومنظمها. وقد افتتح هذا المكرب عهده بإرسال هدايا إلى آشور، وهو أول حاكم سبئي اعترف به الآشوريون بوصفه ملكاً وحاكماً،ووفقاً لنقش أثري خاص للملك سنحاريب في ذكرى انشاء المعبد في رأس السنة الآشورية عام 685 ق م أو 682 ق م، قدم (كربئيلو ملك سبأ) هبة تتضمن أحجار كريمة وتوابل بهذه المناسبة. وعلل فرتز هومل إطلاق لقب ملك على كرب إيل في هذا النقش بأن الآشوريين لم يهتموا كثيراً بألقاب هؤلاء الأمراء البعيدين، ولذلك دعوا مكربا "ملكاً". - جدد التآخي مع مدينة نشان القوية في الجوف - الحليف المفضل لسبأ - ووثّق حلفه مع "لبوان يدع بن يدع أب" ملك نشان حوالي العام 680 ق م، ومع ابنه من بعده الملك "سمه يفع يسرن بن لبوان"، الذي كما يظهر من النقش الذي تركه لنا أبناء "سمه يفع يسرن" أن أباهم شارك في حملات السبئيين العسكرية ضد مملكة أوسان، وضد نجران. قام هذا المكرب - وبالتحالف مع ممالك الجوف وعلى رأسها نشان، بثلاث حملات على مملكة أوسان الفتية. وقد نجح هذا التحالف في تدمير أوسان كلياً وأحراق قراها وسلب ممتلكاتها. كما قام هذا المكرب - بمساندة ملك نشان - بحملة عسكرية ضد قبيلتي مهأمر وأمير بنجران. - دام التحالف بين سبأ ونشان - المملكة الرئيسية في الجوف عقوداً من الزمن، وفي وقت ما من حكم كرب إيل وتر ابن ذمار، انقلبت الأمور رأساً على عقب، وأصبح صديق البارح عدواً. قام السبئيون بحملتين عسكريتين في أواسط القرن السابع قبل الميلاد تقريباً، في الحملة الأولى انتصرت سبأ على نشان، وعين كربئيل وتر نائباُ له من مدينة هرم على نشان لمدة عامين. إلا أن نشان تمردت على ذلك النائب، فجهز كرب إيل وتر حملة ثانية - كان الصراع فيها مع نشان أطول مما كان متوقعًا، ولم يتم حسمها إلا من خلال حصار نشان ونشق لمدة ثلاث سنوات - دمر فيها سور مدينة نشان وقصرها، ولكن بناءً على أوامر كربئيل لم يتم حرق المدينة، وتم فرض الجزية، وقد أذل كربئيل وتر ملك نشان سمه يفع - الذي نجى بحياته - فأجبره على تشييد معبداً للإله السبئي ألمقه في المدينة، كما قَهَرَ نشان بأن وَطَّن السبئيون وأسكنهم في المدينة. واستولت سبأ على نشق بالكامل. | مكرب سبأ | 685 ق م - 650 ق م |
| 6       | سمه علي بين بن كرب إيل        | - سمه علي بين، معروف جيداُ في فترة الحكم المشتركة مع والده "كربئيل وتر". ولكننا لا نعرف عن فترة حكمه المنفردة كثيراً. لدينا أيضا نصوص تذكر اسمه مع إخوته "يدع إيل" والأمير "سمه ريم ذبيان". - لدينا نص مهم من مدينة كمنا، يشير إلى أن "سمه علي بين" كان شريكاً لوالده في الحكم – خلال الحرب بين سبأ ونشان. ويذكر صاحب النقش أنه قُتل من نشان ثلاثمائة رجل، وهي إشارة واضحة على مشاركة كمنا في حرب نشان، وهذا النقش يوضح سبب إقطاع كربئيل وتر أراضي نشانية إلى كمنا في نقش النصر. - وصل إلينا نقش من جبل اللوذ، يذكر قيام "سمه علي بين" بإحراق البخور في ترح-اللوذ- على سُنَّة والده كربئيل وتر، وهي ممارسات اتبعها المكاربة لعقود طويلة بعد ذلك. وترح - اللوذ - في الأصل هي أرض تحت النفوذ النشاني كما يظهر من بعض النقوش، وقد سقطت في يد السبئيون زمن "سمه يفع يسران" ملك نشان – خلال حربه مع كربئيل وتر في أواسط القرن السابع الميلادي. | مكرب سبأ | 650 ق م - 640 ق م |
| 7       | يدع إيل ينوف بن كرب إيل       | - قام بعمل منشأت عمرانية في الأساحل (قديماً: عريرة) في وادي رغوان، وهي ضمن حدود الأراضي التي اشتراها "يثع أمر وتر"، وقد أعمرها السبئيون في النصف الأول من القرن السابع قبل الميلاد. - وصلنا نقش تبايع فيه مدينة نشان – سبأ، كما يتضح من النقش الذي قدمه أحد أمراء نشان ابن "يقه ملك" بصفته "أخ" المكرب السبئي يدع إيل. ويظهر من خلال هذا النقش أن العلاقات بين نشان وسبأ، أصبحت تبعيه، بعد الغزوة الكبرى التي قام بها كربئيل وتر قبل بضع سنوات على مملكة نشان. وتجدر الإشارة إلى أن مقدم النقش هو ابن "يقه ملك" حاكم نشان في الفترة فيما بين (نحو 700 ق م - 685 ق م)، وابن عم الملك "سمه يفع بن لبوان" ملك نشان في الفترة فيما بين (نحو 675 ق م - 650 ق م)، والذي في عهد سقطت نشان في يد السبئيون. وعلى الرغم من أن مقدم هذا النقش لم يذكر أنه ملك، ولكن يذهب بعض الباحثين إلى أن كربئيل وتر ربما عزل "سمه يفع بن لبوان" ونصب مكانه ابن عمه هذا، ليبقى ملكا حتى حوالي العام 640 ق م . مع ذلك، من المؤكد أن عرش نشان عاد إلى أبناء "سمه يفع" بعد ذلك. - جدد في عهده التآخي مع مدينة هرم في الجوف - حلفاء والده - كما يظهر من نقش الملك الهرمي "وتر إيل ذرحان بن يذمر ملك" المخصص لآلهة قبيلة هرم وإيل مقه، ويشهد النص على استمرار التحالف والإخوة بين سبأ وهرم بزعامة الحكام الجدد –المكرب "يدع إيل" والملك "وتر إيل" وهو ابن "يذمر ملك" الذي كان حليفاً قوياً لكربئيل وتر في أواسط القرن السابع قبل الميلاد، وشارك معه في الحملتين ضد مدينة نشان. | مكرب سبأ | 640 ق م -625 ق م  |
| 8       | يدع إيل ذريح بن سمه علي       | - يبدو أنه ابن المكرب رقم (6). يعد الباحثين هذا المكرب واحدًا من "المكاربة الثلاثة العظماء"، جنبًا إلى جنب مع "كربئيل وتر" و"يثع أمر وتر" الأباء المؤسسين، ووصف علماء الآثار عصره بـ الذهبي. ويعتبر عهد هذا المكرب، وجده "كربئيل وتر" من قبله، من أغنى عهود المكاربة بالنقوش. - جاء في أحد النصوص السبئية أن "يدع إيل ذريح" قد فرض الضرائب على سكان منطقة تهامة من جازان حتى صيحان (حاليا: وادي سهام)، وهذا يدل على اتساع نفوذ مملكة سبأ في وقت مبكر من تاريخها إلى جازان. - أنجز يدع إيل ذريح عددًا من المشاريع العمرانية الضحمة في مأرب وصرواح، وظهر كباني للمعابد. على سبيل المثال، سوّر معبد أوام (شعبياً: محرم بلقيس)، وهو جدار ضخم بيضاوي الشكل، يبلغ طوله حوالي 282 مترًا - وارتفاعه نحو 14-16 مترًا. وفي صرواح، قام هذا المكرب بعمل سور ضخم بيضاوي الشكل لمعبد "أوعال" بيت إلمقه. وفي المساجد، على مقربة من جنوب مأرب، أقام يدع إيل ذريح - "حرمًا ثالثًا كبيرًا للمقه سماه "معرب". - أسس مدينة "مردع" المسورة (حاليًا: هجر الريحاني) في وادي ونب، لتأمين حدود مأرب الجنوبية مع قتبان. و"ونب" (حالياً: وادي الجوبة)، هو الوادي الذي اشتراه المكرب يثع أمر وتر من أحد أعيان القبائل، ووسع الأملاك فيه كربئيل وتر، واستكمل المكرب "يدع إيل ذريح" مشروعهم ببناء معبد "معرب" ومدينة "مردع"، وتوطين السبئيون في هذه الرقعة الزراعية. - وصل إلينا كتابة ملكية من قرناو يجدد فيها الملك المعيني "أبوعبد يدع" - "الإخوة" بين معين وسبأ وحاكمها "يدع إيل"، ويستشف من هذا النص - عمق الروابط التي كانت بين معين وسبأ، وأن "معين" تحولت من مشيخات (إمارة) إلى مملكة، وازدهرت مع تراجع قوة جارتها نشان خلال النصف الثاني من القرن السابع ق م،وهذا يعني أيضاً أن حكومة معين كانت خاضعة لسيادة سبأ دون أن يؤثر ذلك في استقلالها الذاتي الذي كانت تتمتع به. | مكرب سبأ | 625 ق م - 590 ق م |
| 9       | يثع أمر وتر بن سمه علي        | - "يثع أمر وتر بن سمه علي" معروف جيداً في فترة مشاركته السلطة مع المكرب "يدع إيل ذريح". ولدينا من عهده المنفرد عدد من النقوش، تشير إلى تجديد وتحصين أسوار مدينة كتال (حالياً: خربة سعود)، وهي المدينة التي أحكم تحصينها جده المكرب كربئيل وتر، وشَرَى أرضها المكرب "يثع أمر وتر بن يكرب ملك". - يعتقد بعض الباحثين أن هذا المكرب هو الذي قام ببناء قلعة "يشبم" في صرواح، وهناك آخرين يرجعونه إلى المكرب السابق "يدع إل ذريح"، والنقش يحمل سمات فترتهم المتقاربة. وقد سقط اسم المكرب ولم يبقى منه سوى جملة: "ابن سمه علي مكرب سبأ"، مما يجعل تأكيد النقش إلى أياً منهم صعب وفقاً للمعطيات المتوفرة. - من النصوص المهمة في هذه الفترة، نقش تبايع فيه واحة نجران – سبأ، كما يظهر من النقش الذي قدمه أحد أعيان قبيلة أمير بصفته "أخ" الحكام السبئيين يدع إيل - المكرب السابق - ويثع أمر؛ ويؤسس مقراً لقبيلته في معبد أوام. ويظهر من خلال هذا النقش أن العلاقات بين نجران وسبأ يبدو أنها هدأت، بعد الغزوة الكبرى التي قام بها كربئيل وتر قبل بضع عقود على واحة نجران. والنص يؤرخ من بداية القرن السادس قبل الميلاد تقريباً. - وصلنا نقش من مدينة كمنا – يذكر أسماء المكاربة "يدع إيل" و"يثع أمر" في مراسم حفل زواج رجل سبئي من مرأة من كمنا، وهو أمر يدل على التحالف بين الكيانين السياسيين، وبقاء سيطرة سبأ على مدينة كمنا بكل وضوح. | مكرب سبأ | 590 ق م - 570 ق م |
| 10      | كربئيل بين بن يثع أمر         | - استأنف هذا المكرب حكمه، بإلغاء الضرائب عن منطقة تهامة، وهي الإتاوات التي فرضها عمه يدع إل ذريح الأول – قبل منه بنحو ثلاثين عاماً. ولدينا أيضاً نقشان من وادي عبدان قرب منطقة نصاب، مكرسه للمكرب كربئيل بين وابنه "ذمار علي". وفي هذه النقوش دلالة واضحة على أن حكام سبأ قد حافظوا على المكتسابات التي حقهها أسلافهم حتى منتصف القرن السادس قبل الميلاد، بما في ذلك مناطق تهامة في أقصى الغرب من سبأ، ومناطق أوسان في أقاصي الجنوب الشرقي، وبقاء الدولة على إتساعها إلى زمن هذا المكرب. - أنجز كربئيل بين عددًا من المشاريع العمرانية. على سبيل المثال، قام بتوسعة مدينة نشق بمقدار ستين شوحطًا، وهي المدينة التي غزاها وحصنها جد أبيه المكرب كربئيل وتر. وفي مأرب وصرواح، قام هذا المكرب بإنشاء عدد من المشاريع. كذلك لدينا نقش صخري على سد مارب يذكر اسم كربئيل بين، ولكن يفترض بعض الباحثين أن هذا النقش تم إعادة استخدامه في زمن لاحق، وبذلك لا يمكننا إدراج هذا المكرب ضمن بناة سد مأرب. | مكرب سبأ | 570 ق م - 550 ق م |
| 11      | ذمار علي وتر بن كرب إيل       | - واصل هذا المكرب مشاريع والده، وأكمل توسعت مدينة نشق، وقام بإصلاح الأراضي المحيطة بها، وقام بتحسين نظم الري، وذلك فيما وراء الحد الذي وضعه أبوه لهذه المدينة، وجعل كل ذلك وقفًا على قبيلة سبأ. ويظهر أن نشق كانت في عهد ذمار علي وتر ووالده، في عز ذروتها. وأصبحت نشق منذ هذا العهد أكبر حاضرة سبئية بعد العاصمة مأرب. - جاء في إحدى الكتابات أن هذا المكرب أمر ببناء ترعة ماء تدعى "فياش" لمعبد الإله "عثتر" في مأرب. | مكرب سبأ | 550 ق م- 530 ق م  |
| 12      | يدع إيل بين بن ذمار علي       | - لا نعرف عن هذا المكرب كثيراً. - لدينا نقش من مأرب، يشير إلى قيام "يدع إيل بين بن ذمار علي" بطقوس الصيد المقدس للإله عثتر، وأشعال النيران وحرق البخور في ترح -جبل اللوذ. وهي ممارسات عرف بها المكاربة منذ عهد كربئيل وتر – ابتداءً من زمن سيطرته على كامل واحة الجوف، بما في ذلك جبل اللوذ الذي يقع في شمال شرق كاهل (حالياً: جدفر ابن منيخر) على بعد ثلاثين كيلاً. ومن المثير للاهتمام أن النقش يسجل قيام هذا المكرب بزيارة إلى ترح، ولكن لم يعثر - حتى الآن - على أي نقش في ترح - جبل اللوذ - يؤكد ذلك. | مكرب سبأ | 530 ق م - 520 ق م |
| 13      | سمه علي ينوف بن ذمار علي      | - قام هذا المكرب مع ولده "يثع أمر بين" بإنهاء بناء سد مأرب الكبير كاملاً. وقد أظهرت الأبحاث الحديثة المعتمدة على الكربون المشع أن بناء السد الكبير واللإغلاق الكامل للوادي لم يتحقق إلا في القرن السادس - الخامس قبل الميلاد. وهذا ما تؤكده نقوش المكربين "سمه علي ينوف" وابنه "يثع أمر بين" على الهيكل الجنوبي من السد الكبير.على الرغم أن تاريخ نظم الري المتطورة في مأرب، متعددة المراحل، وموثقة من خلال عدة نقوش منذ القرن الثامن قبل الميلاد. إلا أن السد الكبير يمثل المرحلة الأخيرة، وهو نتاج تراكم خبرات امتدت لأكثر من قرنين من الزمان. - من النصوص المهمة في هذه الفترة، نقش وصلنا إلينا من دولة دعمت، مكرس للإلهات العربية الجنوبية، ومكرب سبأ "سمه علي" ومكرب دعمت "لمن بن رابح". ويظهر من هذا النقش المهم – وجود اتصال سياسي بين دولة دعمت ومملكة سبأ في الجنوب العربي، ومن الملاحظ أيضا تَسْبِيق اسم "سمه علي" على اسم مكرب دعمت "لمن"، وبذلك يمكننا افتراض تَّبعيَّة دعمت لكيان سبأ السياسي في هذا الوقت. والجدير بالذكر هنا، أنه لا يوجد أي دليل أركيولوجي حتى الآن من العاصمة مأرب، يشير إلى تعاون أو اتصال سياسي. | مكرب سبأ | 520 ق م - 500 ق م |
| 14      | يثع أمر بين بن سمه علي ينوف   | - أول من استحدث وأضاف لقب والده "ينوف" في النسب واللقب الملكي، حيث كان المكاربة الثلاثة عشر الأوائل يذكرون أسماؤهم وألقابهم، ويجردون آباءهم من الألقاب. الجدير بالذكر هنا، أن في أول عهده كان يكتب اسمه "يثع أمر بين بن سمه علي"،ولكن في فترة ما من حكمه بدله إلى "يثع أمر بين بن سمه علي ينوف".وربما ذلك بسبب خوفه من أن ينسب الناس أعماله إلى "يثع أمر بين الأول بن سمه علي" مكرب سبأ في بداية القرن السابع قبل الميلاد. - "يثع أمر بين" يُعد من أعز مكاربة سبأ شأناً، وأفخمهم آثارا. وفي زمنه (ووالده) بني السد الكبير، وزرع العنب في واحتي يسران وأبين، وبأمره غرست الأشجار المظللة في يسران. هاجم هذا المكرب القتبانيين، فقتل وجرح منهم أربعة آلاف في عهد ملك قتبان "سمه وتر". - هاجم السبئيون "معين"، لكن لم ترد تفاصيل حول الضربات التي استهدفت مدينة قرناو عاصمة معين. بل تم ذكر يثل (حالياً: براقش). هذه المدينة، التي حصنها كربئيل وتر بسور. حاصر المكرب "يثع أمر بين" – يثل حصاراً عنيفا، ونظرًا لعدم قدرتهم على القتال، كان على المكرب أن يكتفي بتدمير بعض منشأت واحة يثل. كان "يثع أمر بين" أكثر نجاحًا في حملته ضد القبليتين المهمة في واحة نجران مهامر وأمير. تم تدمير وإحراق "رجمة" (حالياً: حمى أو نجران) عاصمة مهامر، وواحة نجران الكبرى وقراها. - دفعت الحملة العسكرية السبئية ضد معين ويثل إلى تشكيل اتحاد قبلي بين معين ويثل للوقوف أمام المطامع السبئية، ويظهر ذلك التحالف جلياً في عدد من النقوش المؤرخة من القرن الخامس قبل الميلاد فصاعداً، والذي جاء فيها عبارة "بآلهة معين ويثل" أو "بآلهة قرناو ويثل".ومن المثير للأهتمام أن هجوم يثع أمر بين على معين ويثل، يتوافق مع ما أكدته الأبحاث الحديثة المعتمدة على الكربون المشع ودراسة الطبقات الأثرية العشرة لمدينة يثل، والتي تشير بشكل قاطع أن الآثار المعينية في يثل – بدأت في الظهور خلال القرن الرابع قبل الميلاد، مما يدعم أن تحالف (معين ويثل) بدأ في النص الثاني من القرن الخامس قبل الميلاد على أبعد تقدير، ومن المؤكد حالياً أن الطبقة الآثارية المعينية ظهرت في يثل خلال القرن الرابع قبل الميلاد.             | مكرب سبأ | 500 ق م - 460 ق م |
| 15      | سمه علي ينوف بن يثع أمر       | - ربما ابن السابق. وقد وصل إلينا لهذا المكرب نقش يتيم من جبل اللوذ يحمل فيه صراحة لقب "مكرب".هناك نقش آخر ربما يعود إليه ولكن دون لقب "مكرب"، ويشير إلى بناء "سمه علي ينوف بن يثع أمر" مبنى يدعى "يفعن/يفعان" في صرواح،لكن يفترض الباحث الألماني فون ويسمان أن النقش من القرن الرابع قبل الميلادي وفقاً لمعايير التي وضعها لأسلوب الكتابة. | مكرب سبأ | 460 ق م - 450 ق م |
| 16      | يدع إيل ذريح بن يثع أمر بين   | - ابن رقم (14). وصلنا لهذا المكرب نصان، أحدهما من مدينة مأرب، والآخر من منطقة خمر. نلاحظ أن هذا المكرب أضاف لقب والده "بين" في اللقب الملكي، وهذه الإضافة امتداد لتقليد المكرب السابق – يثع أمر بين، الذي سَنّ هذه العادة. - من النصوص المهمة من عهد هذا المكرب، نقش مكربي - غير منشور - يشير إلى تسوير مدينة خمر.وخمر تقع في الشمال الغربي من صنعاء على بعد مئة كيلومتر تقريباً، ولا زالت محافظة على اسمها. وتواجد نقش رسمي لمكرب في هذا الموقع، يدل على قوة ونفوذ سبأ في ذلك الوقت. | مكرب سبأ | 450 ق م - 440 ق م |
| 17      | سمه علي ينوف بن يدع إيل ذريح  | - قام هذا المكرب بإنشاء عدد من المنشأت العمرانية في "نشق"،ويشير أحد النقوش إلى بناء برج لمدينة نشق بأمرٍ من المكرب "سمه علي". - قام هذا المكرب بتحصين مدينة "منهية" (حالياً: حزمة أبو ثور)، المدينة التي استحوذ عليها "يثع أمر وتر"، ووَطَّن بها السبئيون – المكربان "سمه علي" وابنه "يثع أمر بين" في بداية القرن السابع قبل الميلاد، وأعاد السبئيون استيطانها، بأسوار جديدة من قبل "سمه علي ينوف". - لدينا نقشان من جبل اللوذ في الجوف، كتبت بمناسبة تأدية هذا المكرب لطقوس الصيد المقدس للإله عثتر، وأشعاله النيران وحرق البخور في هذا الجبل المقدس. وهي ممارسات اختص بها المكاربة الأوائل من بعد سيطرة كربئيل وتر على كامل الجوف، وربما هذا النقش آخر نص لمكرب من محرم ترح في جبل اللوذ. | مكرب سبأ | 440 ق م - 425 ق م |
| 18      | يكرب ملك وتر بن يدع إيل       | - ربما شقيق السابق. ووصلنا له نقش واحد يتيم من صرواح، يحمل فيه صراحة لقب "مكرب".وفقاً للنقش الأوحد لهذا المكرب، يبدو حكم قبل المكرب رقم (17). ومع توفر نقوش أكثر لهذا يمكن تقدير زمنه بشكل أدق. | مكرب سبأ | 425 ق م - 415 ق م |
| 19      | ذمار علي ينوف بن يكرب ملك وتر | - وصلنا لهذا المكرب نص يتيم من مأرب العاصمة.وهو المكرب الوحيد الغير مؤكد في هذه القائمة حتى الآن. | مكرب سبأ | 415 ق م - 410 ق م |
| 20      | يثع أمر وتر؟                  | - هذا المكرب معروف من خلال عدد من النصوص مع ابنه "يدع إيل بين" في مدينة نشق وخمر وغيرها.وتجدر الإشارة إلى أنه لم يعثر على أي نقش رسمي لهذا المكرب، يدعم أصوله، سوى ذكر اسمه في نسب ابنه المكرب القادم. | مكرب سبأ | 410 ق م - 400 ق م |
| 21      | يدع إيل بين بن يثع أمر وتر    | - آخر مكرب سبئي مؤكد، وبه انتهى عصر المكاربة في بداية القرن الرابع قبل الميلاد. هذا المكرب يشير إلى نفسه في نقوش البناء الخاصة به باسم مكرب سبأ، وهو معروف من خلال عدد من النقوش الأخرى الموجودة في مواقع مختلفة والتي توفر نظرة ثاقبة للوضع السياسي لمملكة سبأ في نهاية فترة المكاربة. - قام يدع إيل بتطوير مدينتي نشان ونشق الشقيقة لسبأ في الجوف، المدن التي غزاها المكرب العظيم كربئيل وتر، ونشق هي البلدة التي وسعها ومَدُّنها المكرب "كربئيل بين" وأبنه "ذمار علي وتر"، وطورها فيما بعد – المكرب "سمه علي ينوف بن يدع إيل ذريح" في أواسط القرن الخامس قبل الميلاد، وأعاد السبئيون استيطانها، بأسوار جديدة من قبل "يدع إيل بين". وكانت العشائر المهمة من مأرب وصرواح ممثلة في الجوف، حيث قاموا بزراعة أراضيهم ليس فقط في واحة مأرب ولكن أيضًا في واحة نشق ونشان. في هذا الوقت، كانت نشق المدينة الأكبر والأكثر تَمَدُّناً في مملكة سبأ، ومن صور نهضة "نشق"، بساتين الكَرْم الواسعة لزراعة العنب، وتماثيل البرونز الفاخرة. - للاستزادة عن عهد "يدع إيل بين " الملكي –طالع قائمة ملوك سبأ التالية. | مكرب سبأ | 400 ق م - 390 ق م |

## قائمة ملوك سبأ: القرن الرابع - الأول قبل الميلاد
على النقيض من تسلسل مكاربة سبأ، فإن خلافة ملوك سبأ راسخة تمامًا، لذا فإن القائمة التالية، التي تمثل نسخة معدلة قليلاً من نتائج بحث العالم الألماني هيرمان فون ويسمان، يمكن اعتبارها موثوقة إلى حد كبير.مع ذلك، لا يستبعد أن هناك ملك أو اثنين من الملوك ما زالوا في عداد المفقودين، حيث لدينا حتى الآن 20 ملكًا مؤكداً لمدة 375 عاماً منذ بداية عهد "يدع إيل بين بن يثع أمر". وعلى سبيل المقارنة، خلال فترة مقاربة لنفس المدة، بلغ عدد ملوك العصر الحميري 20 ملكاً، الملوك ببدء العد من ثأران يعب يهنعم نحو 165 م، ونهاية العد مع مقتل يوسف أسار يثأر 530م، أي 365 عاماً، وهو تسلسل مؤكد وموثق جيداً بفضل النقوش المؤرخة بالتقويم الحميري. ويظهر من خلال المقارنة أن فترة الملوك من الأسرة التقليدية السبئية كانت فترات حكمهم مقاربة لعدد وفترة حكم ملوك السلالة الريدانية.
  فترة موثقة بنقش مؤرخ أو وثيقة زبورية أو نص تاريخي كلاسيكي.
| الترتيب | ملك سبأ                        | ملاحظة | اللقب   | الحكم             |
| ------- | ------------------------------ | --- | ------- | ----------------- |
| 1       | يدع إيل بين بن يثع أمر         | - وفق المعطيات المتوفرة، يعد "يدع إيل بين" آخر مكرب سبئي مؤكد، وأول حكام عصر ملوك سبأ. - من النصوص المهمة من عهد يدع إيل بين. نقش برونزي، يلخص فيه مكرسه - الإنجازات التي قام بها خلال حياته لعقوداً طويلة، ولأن الألهة أنقذته في رحلاته والحروب التي خاضها. يسجل صاحب النقش أحداث وأخبار تعطينا نظرة شاملة للوضع السياسي لمملكة سبأ في نهاية فترة المكاربة - وبداية الملكية في عهد "يدع إل بين"، ويشير النقش إلى حملة عسكرية سبئية على مدن حضرموت، وحملة أخرى ضد قبائل "كحد ذو"، بالإضافة إلى غارة سبئية على قافلة معينية. كما يشير إلى حرب "بين كشد (الكلدان) والأيونيون. وجاء في تلك الإشارة الآتي: "لما اتجر وخرج في قافلة تجارية إلى دادان وغزة ومدن يهوذا، وبقى ما أرسله (بضائع) من غزة إلى كتيون (قبرص) سليماً وآمناً أثناء الحرب بين كشد ويونان. علاوة على ذلك، يشير صاحب النص إلى العديد من البعثات الدبلوماسية، بما في ذلك إلى أرض ذاكر ولحيان، نيابة عن ملكه "يدع إيل بين بن يثع أمر". - في المرحلة الثانية من حكم "يدع إيل"، فقد السبئيون سيطرتهم على وادي ونب (حالياً: وادي الجوبة) في الصراع مع قتبان، وهو لا يبعد عن مدينة مأرب سوى عشرين كيلاً، وهي دلالة واضحة على الإنهيار السبئي في هذا الوقت. صاحب توسع قتبان ذلك تغييرات أخرى غير سياسية، استخدم حكام قتبان لقب "مُكَرِّب" أي: موحد بدلا من "ملك"، وذلك في أوائل القرن الرابع قبل الميلاد، وأول مكرب قتباني هو "هوف عم يهنعم بن سمه وتر". وقد صاحب ذلك أيضا تغييرات في اللقب السبئي، استخدم "يدع إيل بين" حاكم سبأ الآن لقب ملك بدلا من "مكرب". وفي هذا الوقت، فقد السبئيون أيضاً المرتفعات الجنوبية الغربية. - على الرغم من تقهقر سبأ الواضح في الجنوب أمام قتبان، ولكن لا تزال مساحات كبيرة في الشمال تحت نفوذ "يدع إيل بين". ويظهر من النقوش التي بين أيدينا أن سبأ كانت مهيمنة على مدن الجوف الكبير. ووصل إلينا كتابة للملك "السميع نبط" ملك كمنا يذكر فيها مشاركته في تشييد برجين في سور مدينة نشق لملوك مأرب ولسبأ. ويلاحظ في هذا النقش لفظ "ملوك مأرب"، بمعنى أنه كتب في الفترة التي بدل فيها "يدع إيل بين" اللقب من مكرب إلى ملك، وبالتحديد في فترة مشاركته ابنه "سمه علي". وفي عهد "يدع إيل بين" كانت منهية (حالياً: حزمة أبو ثور)، لا تزال تحت النفوذ السبئي. وهي مدينة تقع في شمال "نشق" و"نشان" على مسافة 15 - 20 كيلاً، مما يؤكد سطوة وسيطرة سبأ على كامل الجوف الكبير في هذا الوقت. | ملك سبأ | 390 ق م - 370 ق م |
| 2       | سمه علي ينوف بن يدع إيل بين    | - مؤكد ابن الملك السابق. وقد شارك هذا الملك والده فترة من الزمان، وواصل الحرب الذي ابتدأها والده ضد قتبان. - لدينا نقش مهم، تبايع فيه نجران ملوك سبأ "يدع إيل بين" وابنه "سمه علي"، وهو مقدم من ملك قبيلة مهامر الذي كان يعيش في نجران. - جدد "ذمار كرب ريم بن السميع" ملك كمنا الإخوة مع "سمه علي ينوف بن يدع إيل بين" ملك سبأ، وذلك في أواسط القرن الرابع قبل الميلاد تقريباً. تلك الدلائل تؤكد هيمنة السبئيون على معظم مدن الجوف الكبير في عهد "يدع إيل بين" وابنه "سمه علي ينوف"، بالإضافة إلى نجران التي كانت لا تزال تحت السيطرة السبئية، مما يوحي إلى أن التحالف بين معين وقبائل نجران لم يبدأ حتى أواسط القرن الرابع قبل الميلاد. | ملك سبأ | 370 ق م - 350 ق م |
| 3       | يثع أمر وتر؟                   | - علاقته بالملك السابق غير مؤكدة، ربما شقيقه أو ابنه. وقد واصل هذا الملك حروب أسلافه ضد قتبان. - من المؤكد أن جبل العود، الذي كان ملوكه متحالفين مع السبئيون منذ عهد كربئيل وتر، قد خسره السبئيون في هذه الفترة أمام "يدع أب يجل بن ذمار علي" مكرب قتبان، ولدينا نص قتباني من جبل العود – يشهد على سقوط المنطقة في يد قتبان في عهد "يثع أمر وتر"، وذلك في أواسط القرن الرابع قبل الميلاد.. - حاول الملك "يثع أمر وتر" في نهاية حكمه، استعادة المناطق القريبة من مأرب، ومن بينها "مدينة ونب" (حالياَ: وادي الجوبة)، المدينة السبئية التي استحوذ عليها القتبانيون بداية القرن الرابع قبل الميلاد، غير أن هذه الحملة على ما يبدو قد فشلت. | ملك سبأ | 350 ق م - 330 ق م |
| 4       | يكرب ملك ذريح؟                 | - علاقة القرابة بالملك السابق غير مؤكدة. | ملك سبأ | 330 ق م - 320 ق م |
| 5       | سمه علي ينوف؟                  | - علاقته بالملك السابق غير مؤكدة. قاد هذا الملك حرباً ضد القتبانيون في محاولة للحد من توسع قتبان، التي ظلت مع ذلك توسع ممتلكاته غرباً شيئًا فشيئاً. - على الرغم من ضعف سبأ السياسي في هذا الوقت، إلا أنها اقتصادياً ما زلت متامسكة بشكل مذهل. وقد وصلنا نص مهم من مأرب لتجار من مدينة جرهاء – مستقرين في جنوب شبه الجزيرة العربية، ويعود تاريخه إلى العام الثاني من حكم الإمبراطور العظيم سلوقس الأول، أي عام 303 ق م. وهو معاصر لنهاية عهد الملك "سمه علي ينوف"، وإن لم يرد بالنص على اسمه. والجدير بالذكر أن هناك نص آخر مؤرخ، ومؤكد من عهد الملك السبئي القادم. | ملك سبأ | 320 ق م - 300 ق م |
| 6       | يدع إيل بين؟                   | - غير مؤكدة علاقته بالملك السابق. الملك "يدع إيل بين" مؤكد زمنه بفضل نقش مؤرخ بسنة 298 ق م –السنة السابعة من حكم الإمبراطور الشهير سلوقس الأول. | ملك سبأ | 300 ق م - 280 ق م |
| 7       | يكرب ملك وتر؟                  | - ربما شقيق أو ابن السابق. وفي نهاية عهد هذا الملك، اندلعت الحرب من جديد مع قتبان، ولمدة خمس سنوات. | ملك سبأ | 280 ق م - 260 ق م |
| 8       | يثع أمر بين بن يكرب ملك وتر    | - مؤكد ابن السابق. وفي عهده ازداد ضعف الدولة وتدهور أوضاعها، فقرر السبئيون أخيراً التنازل والصلح مع قتبان وفقاً لشروطها، وذلك أواسط القرن الثالث قبل الميلاد تقريباً. | ملك سبأ | 260 ق م - 240 ق م |
| 9       | كرب إيل وتر بن يثع أمر بين     | - مؤكد ابن السابق. ووصلنا لهذا الملك عدداً من النصوص. في نهاية حكم هذا الملك، انخرق الصلح بين سبأ وقتبان، وقاد السبئيون حرباً على قتبان، ولكن على ما يبدو كسرت سبأ في هذه الحرب، حيث يعلن في هذا الوقت "يدع أب ذبيان يهنعم" - مكرب قتبان انتصاره على سبأ، وإخراجهم من كل أرض أولاد عم. الآن فقدت سبأ أخيرًا مكانتها كمملكة عظيمة في جنوب الجزيرة العربية. | ملك سبأ | 240 ق م - 220 ق م |
| 10      | يدع إيل بين بن كرب إيل وتر     | - مؤكد ابن السابق. وفي عصر هذا الملك، يلاحظ صيغة جديدة للنسب الملكي، حيث أصبح الملوك يكتبون اسم الأب بعد اللقب الملكي، هكذا: "يدع إيل بين ملك سبأ بن كرب إيل وتر"، بخلاف صيغة والده "كرب إيل وتر بن يثع أمر ملك سبأ"، ووالده على الأرجح هو آخر من حمل الصيغة القديمة التي كانت امتداداً لصيغة عصر المكاربة. | ملك سبأ | 220 ق م - 200 ق م |
| 11      | يكرب ملك وتر بن يدع إيل بين    | - مؤكد ابن السابق. | ملك سبأ | 200 ق م -180 ق م  |
| 12      | ذمار علي ينوف بن يكرب ملك وتر  | - ابن السابق. وقد وصلنا لهذا الحاكم أربعة نقوش حتى الآن. | ملك سبأ | 180 ق م - 150 ق م |
| 13      | يثع أمر بين [بن ذمار علي ينوف] | - يبدو ابن السابق، حيث عثر على نص جاء فيه": «ذمار علي ينوف وبنهُ يثع أمر أملوك سبأ»، ويدعم ذلك أسلوب الكتابة. الجدير بالذكر هنا، أن يثع أمر بين مؤكد، وهو يذكر في نسب ابنه الملك القادم. | ملك سبأ | 150 ق م - 135 ق م |
| 15      | سمه علي ذريح بن يثع أمر بين    | - مؤكد ابن السابق. وفي نهاية حكمه قام ابنه "الشرح" بتشييد ما تبقى من جدار معبد أوام من الحافة السفلى للكتابة المبنية في الجدار حتى أعلى المعبد، تنفيذًا لإرادة إيل مقه، وختم النص بذكر أبيه "سمه علي ذريح" "ملك سبأ"، وشقيقه "كرب إيل". | ملك سبأ | 135 ق م - 115 ق م |
| 16      | كرب إيل بين بن سمه علي ذريح    | - مؤكد ابن السابق. وفي عهد هذا الملك تعود سبأ إلى شيئاً من النهضة المؤقتة، تمثلت في ترميم السدود، وإصلاح وسائل الري في مدينة مأرب. ذكر اسم هذا الملك في وثيقة زبورية أؤرخت من نهاية القرن الثاني - بداية القرن الأول قبل الميلاد. | ملك سبأ | 115 ق م -95 ق م   |
| 17      | يدع إيل ذريح بن كرب إيل بين    | - مؤكد ابن السابق. | ملك سبأ | 95 ق م -75 ق م    |
| 18      | يثع أمر وتر بن يدع إيل ذريح    | - ابن السابق. قام هذا الملك بترميم معبد الإله "هوبس". | ملك سبأ | 75 ق م -65 ق م    |
| 19      | سمه علي ينوف بن يدع إيل ذريح   | - شقيق السابق، وهو معروف ومؤكد في نصوص بنوه. يعتقد أنه صاحب بعض النصوص المجزئة التي تذكر إعادة تسوير مدينة مأرب، وربما تكون النصوص لأحد أبنائه، ويرجح كينيث كيتشن أنها تعود للملك "يدع إيل وتر". على أية حال، تم تأكيد اسم الملك "سمه علي ينف بن يدع إل ذرح" في نقش يشير إلى تنظيم الري في واحة مأرب. | ملك سبأ | 65 ق م -50 ق م    |
| 20      | يدع إيل وتر بن سمه علي ينوف    | - ابن السابق. اهتم هذا الملك بمدينة مأرب من جديد، وبنى حولها أسواراً وأبراجاً تحصينية جديدة. | ملك سبأ | 50 ق م -30 ق م    |
| 21      | ذمار علي بين بن سمه علي ينوف   | - شقيق السابق. في فترة ما من حكم هذا الملك، أصبح أخيه "الشرح بن سمه علي ينوف" متصرفاً في إدارة شؤون الدولة. هذا ويؤكد "هيرمان فون ويسمان" أن "الشرح بن سمه علي ينوف" هو (Ilasaros) المذكور في تاريخ سترابو. حالياً هناك إجماع بين الباحثين أن"الشرح بن سمه علي ينوف" هو المعاصر للحملة الرومانية، وأنه مجرّد وكيل أو نائب عن الملك يمثله في حالة غيابه. وفقاً للمعطيات المتوفرة، يمكننا أن نعتقد بشكل معقول أن الملك "ذمار علي بين" كان آخر ملوك الأسرة السبئية القديمة. وفي نهاية حكمه، صعد الريدانيون إلى سدة حكم مملكة سبأ. | ملك سبأ | 30 ق م -25 ق م    |

## القائمة المؤكدة: القرن الأول - السادس الميلادي
تضم القائمة المؤكدة، جميع الملوك الذين تعاقبوا على عرش سبأ ومملكة سبأ منذ أواخر القرن الأول قبل الميلاد وحتى سقوط الدولة السبئية خلال القرن السادس الميلادي. وهو تسلسل مؤكد بفضل النقوش المؤرخة بالتقويم الحميري وعدد من التقاويم الأخرى المحلية.

### قائمة ملوك سبأ وذي ريدان القرن الأول
سيطرت الأسرة الريدانية على مملكة سبأ خلال الغزو الروماني أو بعده بقليل، في إِنْدِمَاج أدى إلى ظهور لقب "مكرب سبأ وذي ريدان، ثم تم تعديل اللقب إلى " ملك سبأ وذي ريدان". القرن الأول الميلادي كان هادئ نسبياً تحت حكم الأسرة الملكية بني ذي ريدان، وقد حكم خلال الفترة فيما بين (نحو 24 ق م - 120م)، إثنا عشر حاكماً، منهم ثلاثة صكوا العملة بإسمهم. وفي هذه الفترة، نشأت علاقة صداقة بين ملوك سبأ والأباطرة الرومان من خلال الهدايا والسفراء. وفي هذا الوقت أيضاً، نشأت علاقة تجارية مع الأنباط، وقد ترك لنا التجار الأنباط نقشا في صرواح مؤرخ بسنة 7 ق م.
  فترة موثقة بنقش مؤرخ أو وثيقة زبورية أو نص تاريخي كلاسيكي.
| رقم | ملك سبأ                 | ملاحظة | اللقب              | الحكم           |
| --- | ----------------------- | --- | ------------------ | --------------- |
| 1   | يدع إيل بين             | - وفق الآثار المتوفرة، يعد "يدع إيل بين" أول حكام سبأ من الريدانيون، وقد استعاد هذا الحاكم لقب مُكَرِّب سبأ، الذي تم تأسيسه قبل سبعة قرون، وأضاف إليه "ذي ريدان". يرجح أن هذا الحاكم وصل إلى مأرب خلال الغزو الروماني أو بعده بقليل. | مكرب سبأ وذي ريدان | 24 ق م - 15 ق م |
| 2   | مجهول                   | - فجوة زمنية لملك غير معلوم. | غير مؤكد           | 15 ق م - 5 ق م  |
| 3   | سمه علي ذريح؟           | - لم يصلنا عن هذا الملك شيئاً، سوى ذكر اسمه في نسب أبنه الملك القادم. | غير مؤكد           | 5 ق م           |
| 4   | ذمار علي وتر يهنعم      | - ابن السابق. لدينا عدد من النقوش من جبل اللوذ، تشير إلى قيام "ذمار علي وتر يهنعم" بطقوس الصيد المقدس للإله عثتر، وأشعال النيران وحرق البخور في ترح -جبل اللوذ. وهي ممارسات عرف بها المكاربة القدماء خلال القرن السابع والسادس قبل الميلاد. وإعادة إحياء تلك الطقوس التي كان يؤديها المكاربة، هي بلا شك – أداة سياسية استخدمها الريدانيون لإضفاء الشرعية على سيطرتهم على سبأ. | ملك سبأ وذي ريدان  | 5 ق م -20م      |
| 5   | يدع إيل وتر الثاني      | - غير مؤكدة علاقته بالملك السابق، وقد حمل لقب ملك سبأ وذي ريدان. | ملك سبأ وذي ريدان  | 20م -30 م       |
| 6   | ذمار علي بين الثاني     | - والد الملك القادم. |                    | 30م - 40م       |
| 7   | كرب إيل وتر يهنعم الأول | - ابن الملك السابق ذمار علي بين. يعد أشهر ملوك القرن الأول الميلادي، وعثر على اسمه في عدد من النقود الفضية المضروبة باسم ريدان، والتي عثر عليها في أماكن كثير من اليمن وخارجها. ورد اسمه في (كتاب الطواف حول البحر)، وذكر أنه ملك حمير وسبأ في ظفار (Saphar)، وتربطه علاقة صداقة مع الأباطرة الرومان من خلال هداياه وسفرائه. - لدينا نقش من جبل اللوذ، يشير إلى قيام "كرب إل وتر يهنعم" بطقوس الصيد المقدس للإله عثتر، وأشعال النيران وحرق البخور في ترح -جبل اللوذ. وهي ممارسات عرف بها ملوك سبأ وذي ريدان في القرن الأول الميلادي. | ملك سبأ وذي ريدان  | 40م - 70م       |
| 8   | ذمار علي ذريح           | - ابن الملك السابق كرب إيل وتر يهنعم. - لدينا خمسة نقوش تشير إلى قيام "ذمار علي ذريح بن كرب إيل وتر يهنعم" بطقوس الصيد المقدس للإله عثتر، وأشعال النيران وحرق البخور في ترح -جبل اللوذ. ومن المثير للاهتمام أن أحد النقوش يذكر صاحبه "وتار يرتع" - من أسرة معاهر من ردمان خدمته للملك "ذمار علي" في تأدية تلك الطقوس، وفي هذا الوقت، يظهر تقويم ردمان الذي يبتدئ بعام 74م، تزامناً مع تأسيس إمارة ردمان، وهذا من شأنه أن يفسر الثروة الكبيرة لهذه العشيرة في العقود التالية بفضل علاقتهم الطيبة مع ملوك بني ريدان. لاحقا نجد "وتار يرتع" موالياً للملك القادم كرب إيل بين، ولكن في عهد يهاقم، نراه يلتحق بالملك عمدان يهقبض. | ملك سبأ وذي ريدان  | 70م - 80م       |
| 9   | كرب إيل بين الثالث      | - ابن الملك ذمار علي ذريح. | ملك سبأ وذي ريدان  | 80م - 85م       |
| 10  | يهاقم يرزح              | - ابن الملك ذمار علي ذريح. وقد ذكر اسم يهاقم في نقشان مؤرخة بشهر ذو مذراء سنة 200 حـ في التقويم الحميري الموافق يوليو 90 بعد الميلاد. - يلاحظ أن هذا الملك لم يتخذ أحد الاسماء المعروفة لحكام سبأ والمكوّنة من ستة أسماء مركّبة: (ذمار علي، سمه علي، كرب إيل، يكرب ملك، يدع إيل، يثع أمر). والألقاب الأربعة: (وتر، بين، ذريح، ينوف) التي كانت محصورة لهم ولا يحملها غيرهم. ويهاقم أحد الذين تخلوا عن تلك الأسماء والألقاب، على الرغم من أن أسلافه، معظمهم التزموا بتلك التقاليد أكثر من مئة عام. مع ذلك، فقد أضاف بعضهم ألقاباً غير سبئية (يهنعم، يهقبض)، ولكن دائماً ما يقدم اللقب السبئي (وتر/يهنعم، بين/يقبض). | ملك سبأ وذي ريدان  | 85م - 95م       |
| 11  | نشأ كرب يهأمن           | - استولى أمير ذي جرة نشأ كرب على عرش سبأ بعد الملك "يهاقم يرزح" في حوالي العام 95 م، واتخذ اللقب البسيط (ملك سبأ)، من دون إضافة (ذو ريدان)، وانتسب إلى ذمار علي ذريح بلقب (نشأ كرب يهأمن ملك سبأ ابن ذمار علي ذرح ملك سبأ وذي ريدان)، ربما لإضفاء الشرعية على حكمه لمملكة سبأ. | ملك سبأ            | 95م-100م        |
| 12  | عمدان بين يهقبض         | - ابن الملك كرب إيل وتر يهنعم الأول. وهو صاحب بوابة عمدان بين يهقبض في معبد أوام، وأحد الملوك الذين سكوا العملة. وذكر اسم هذا الملك في نقش مؤرخ بسنة 210 حـ في التقويم الحميري الموافق 100م. وتجدر الإشارة إلى أنه يمكننا أن نفرق بين عهد "عمدان" عندما كان حاكماً على ظفار، وعندما وصل إلى مأرب، بفضل لقبه، حيث كان يطلق على نفسه "عمدان يهقبض"، ولما وصل إلى مأرب، أضاف اللقب السبئي "بين"، فأصبح "عمدان بين يهقبض"، وفي هذا دلالة سياسية لدى الريدانيون الأوائل. - استطاع عمدان بين يهقبض الوصول إلى مأرب، ليعلن نفسه رسمياً ملكاً على (سبأ وذو ريدان) في الفترة فيما بين (100 - 120م)، لتعود الوحدة من جديد بعد مرحلة صراع دامت سنوات عدة بين أفراد أسرة كرب إيل وتر يهنعم. ولكن تلك الوحدة كانت مرتبطة بالملك القوي عمدان. وفي حوالي العام 120م، اندلعت الصراعات من جديد بإنقلاب الشرح يحضب الأول وسيطرته على مأرب. | ملك سبأ وذي ريدان  | 100م-120م       |

### قائمة ملوك سبأ وذي ريدان القرن الثاني والثالث الميلادي
على النقيض من القرن الأول الميلادي، شهد القرن الثاني الميلادي تغييرات سياسة غير مسبوقة في جنوب الجزيرة العربية. في هذه الفترة، انتشرت الأوبئة والصراعات التي لا نهاية لها بين جميع الكيانات القبلية في جنوب الجزيرة العربية. وفي حوالي العام 120م، قام الشرح يحضب الأول أمير قبيلة شبام من بكيل في حرب ممالك قتبان وحمير وحضرموت وإمارة ردمان، واستطاع الوصول والسيطرة على مأرب، وطرد الريدانيون من مأرب، وتلقب بملك سبأ وذو ريدان. هذا الإنقلاب سيكون شؤماً على سبأ لمدة قرن ونصف من الزمان.
في أواسط القرن الثاني الميلادي، انقلبت القبائل الأرستقراطية في المرتفعات الغربية وإمارة ردمان ضد الملك سعد شمس أسرع ابن الشرح يحضب، وانضمت إلى جانب سلالة ذي ريدان للسيطرة على مملكة سبأ. وسرعان ما أن انقلبت تلك القبائل من جديد على الأسرة الريدانية، لتنتخب "وهب إل يحز" ذو النسب الردماني ملكاً. مما أدى إلى موقف هَزْليّ – الملك المعزول سعد شمس أسرع ينضم إلى السلالة الريدانية وملكها ذمار علي يهبر في حرب إتحاد قبائل المرتفعات الغريبة. وفي وضع ساخر، لدينا الآن ملكان يطالبون بالعرش السبئي في نفس الوقت (ذمار علي يهبر ووهب إل يحز)، بالإضافة للملك المعزول سعد شمس أسرع. ومن نتائج هذه الأحداث، عودة مملكة سبأ يرأسها أمراء قبائل المرتفعات الغربية (ردمان، إتحاد سمعي، ذماري - فرعها سماهر، وغيمان)، واختفاء مملكتي أوسان وقتبان. خلال هذا الوقت، نجد أيضا تغيرات في الشمال، حيث نشاهد ظهور قبائل جديدة في واحة نجران وتثليث ومرتفعاتها: مذحج والأزد وكندة– قحطان، التي على ما يبدو لم ترضى عن حكم أمراء المرتفعات لمملكة سبأ. أدت تلك الأحداث إلى انفصال تلك القبائل عن سبأ التي استحوذ عليها أمراء المرتفعات، لتكون لنفسها كيانات سياسية صغيرة مستقلة، لقبوا فيها أنفسهم "ملوك"، وبعد بضع عقود نجد هذه القبائل أيضا تدخل منافسة السيطرة على مأرب.
في أواخر القرن الثاني الميلادي، تنامت قوة السلالة الريدانية، مما دفع الملك علهان نهفان إلى التحالف مع حضرموت وأكسوم لمواجهة الحميريون. أدى هذا التحالف إلى كبح طموحات الريدانيون في إستعادة مأرب. ومن نتائج هذا التحالف احتلال أكسوم للأجزاء الغربية من شبه الجزيرة العربية. مع الوقت، ازداد طموح أكسوم، لتمد نفوذها على بعض مناطق المرتفعات، مما أدى إلى إلغاء المعاهدة مع أكسوم في عهد شاعر أوتر ابن الملك علهان نهفان. خلال ستينيات القرن الثالث الميلادي، اشتدت الصراعات العسكرية بين الإحباش والحميريين، واحتل ابن النجاشي منطقة ظفار -عاصمة ملوك السلالة الريدانية - لمدة سبعة أشهر. وفي بداية العقد السابع من القرن الثالث الميلادي، حرر الملك ياسر يهنعم أراضي جنوب الجزيرة العربية من الإكسوميين. وفي حوالي العام 280م، عادت مملكة سبأ للوحدة كما كانت عليها في القرن الأول الميلادي. وفي تسعينيات القرن الثالث الميلادي، فتح شمر يهرعش مملكة حضرموت، وبذلك تم توحيد جميع أراضي جنوب شبه الجزيرة العربية لأول مرة.
إذا نظرنا في قائمة أسماء الملوك في الجانبين السبئي والريداني، فإنا سنلاحظ أن لدينا عددًا أكبر في الجانب السبئي، لدينا (14) ملك سبئي من زعماء قبائل المرتفعات، يقابلهم (8) ملوك سبئيون من الجانب الريداني. وذلك يعكس الاستقرار السياسي لدى ملوك بني ريدان، وعلى العكس من ذلك تماماً في الجانب السبئي لملوك المرتفعات الشمالية.
  فترة موثقة بنقش مؤرخ.
| ملوك سبأ                            | ملاحظة | اللقب والتاريخ                   | ملوك ذي ريدان (حمير) | ملاحظة | اللقب والتاريخ                          |
| ----------------------------------- | --- | -------------------------------- | -------------------- | --- | --------------------------------------- |
| الشرح يحضب الأول                    | - خلال حكم الملك عمدان يهقبض، قام الشرح يحضب الأول أمير قبيلة شبام أقيان من بكيل، بحرب ضد حمير. نجح هذا الأمير في الانقلاب، والوصول إلى مأرب، والسيطرة على قصر سلحين، بطرد الريدانيين. وقد تلقب بملك سبأ وذو ريدان. | ملك سبأ وذي ريدان (120م-125م)    | ياسر يهصدق           | - حكم من مدينة ظفار يريم. | ملك سبأ وذي ريدان (120م-130م)           |
| وتار يهأمن                          | - ابن الملك الشرح يحضب الأول. | ملك سبأ وذي ريدان (125م-132م)    | شمر                  | - ابن الملك ياسر يهصدق. لا نعرف عن هذا الملك كثيراً، سوى ذكر اسمه في نقش واحد، يشير إلى حروبه مع ملوك سبأ. | ملك سبأ وذي ريدان (130م-135م)           |
| سعد شمس أسرع وابنه مرثد             | - أدعياء أنهما أبناء الشرح يحضب الأول. | ملك سبأ وذي ريدان (132م-150م)    | ذمار علي يهبر        | - ابن الملك ياسر يهصدق. وأقدم نقش مؤرخ وصل إلينا عنه، كتب في شهر القيظ سنة 247 في التقويم الحميري الموافق يونيو 137م. - استطاع ذمار علي يهبر الإطاحة بالملك سعد شمس أسرع وابنه مرثد، واستعادة عرش قصر سلحين. | ملك سبأ وذي ريدان (135م-175م)           |
| وهب إل يحز                          | - خلال حكم الملك ذمار علي يهبر لمأرب، قام وهب إل يحز من بني معاهر أمير (قيل) قبيلة ردمان، بإعلان نفسه ملكاً على سبأ، بدعم من قبائل المرتفعات الشمالية. واستطاع الوصول والسيطرة على مأرب، مكتفياً بلقب ملك سبأ. | ملك سبأ (158م-165م)              | ذمار علي يهبر        | - لدينا نقش مؤرخ يشير إلى أن الحرب بين ذمار علي ووهب إل يحز اندلعت في شهر ذو الثابة سنة 268 حميري الموافق أبريل 158م. | ملك سبأ وذي ريدان (135م-175م)           |
| يريم أيمن وكرب إيل وتر يهنعم الثاني | - بعد وهب إل يحز مباشرة - تولى العرش ملكين بالمشاركة هما: يريم أيمن وكرب إيل وتر في حوالي العام 165م، بلقب (يريم أيمن وكرب إيل وتر ملكي سبأ)، ومن الواضح أن فترة الحكم المشتركة هذه، لم تكن طويلة، فالنقوش التي تعود إلى عهدهما ثلاثة نقوش فقط. | ملك سبأ (165م-170م)              | ذمار علي يهبر        | - خلال فترة الملك يريم أيمن وكرب إيل وتر يهنعم الثاني، لا نجد ذكر لحرب بين ذي ريدان وسبأ. | ملك سبأ وذي ريدان (135م-175م)           |
| كرب إيل وتر يهنعم الثاني            | - نجح كرب إيل وتر في الإنفراد بالحكم بعد يريم أيمن، وحمل اللقب المميز "يهنعم"، وانتسب إلى والده وهب إل يحز. | ملك سبأ (170م - 175م)            | ذمار علي يهبر        | - من المؤكد أن الملك ذمار علي يهبر عاش إلى سنة 160م. مع ذلك، ليس لدينا - حتى الآن - دلائل عن زمن وفاته، وقد قدر كريستيان روبن نهاية حكمه بسنة 175م. | ملك سبأ وذي ريدان (135م-175م)           |
| أنمار يهأمن                         | - انتسب إلى الملك وهب إل يحز. | ملك سبأ (175م-180م)              | ثأران يعب يهنعم      | - شارك ثأران منجزات والده ذمار علي يهبر أكثر من عشرين عاماً. وفي حوالي العام 175م، انفرد في الحكم من بعد والده. | ملك سبأ وذي ريدان (175م-214م)           |
| رب شمس نمران                        | - استطاع رب شمس الوصول إلى العرش حوالي العام 180م. وبعد نجاحته العسكرية ضد ملوك بني ريدان، اتخذ لقب (رب شمس ملك سبأ وذي ريدان)، وهو أول من اتخذ هذا اللقب، حيث لم يتخذه وهب إل يحز وخلفائه. | ملك سبأ وذي ريدان (180م-190م)    | ثأران يعب يهنعم      | - قام ثأران بحملات حربية على سبأ وملكها رب شمس نمران بهدف استعادة مأرب، إلا أن رب شمس رد غارات ثأران، وفقاً لنقش علهان نهفان. | ملك سبأ وذي ريدان (175م-214م)           |
| علهان نهفان                         | - ابن الملك يريم أيمن. وقبل وصوله إلى العرش، كان أحد رجالات الملكان كرب إيل وتر يهنعم الثاني ورب شمس نمران. استطاع علهان الوصول إلى عرش سبأ خلال العقد الأخير من القرن الثاني الميلادي. ويلاحظ أنه اتخذ اللقب القصير (ملك سبأ). | ملك سبأ (190م-200م)              | ثأران يعب يهنعم      | - شن ثأران حرباً على مأرب من جديد، في عهد علهان نهفان وابنه شاعر أوتر ملكي سبأ، كما أرسل حملة على يدع إيل بين ملك حضرموت. | ملك سبأ وذي ريدان (175م-214م)           |
| شاعر أوتر                           | - اتصل شاعر أوتر بالحكم منذ أيام أبيه علهان نهفان. تنازل له والده عن الحكم في اجتماع حافل حوالي العام 200 م. اتخذ شاعر أوتر اللقب المزدوج "ملك سبأ وذي ريدان"، وبذلك أعلن سلطته ليس فقط على سبأ. | ملك سبأ وذي ريدان (200م-217م)    | ثأران يعب يهنعم      | - آخر الأنباء المؤكدة للملك ثأران هو أرساله وفداً مرموقاً إلى الملك "العزيلط بن عم ذخر" لتهنئته باعتلاء العرش في سنة 212م. | ملك سبأ وذي ريدان (175م-214م)           |
| شاعر أوتر                           | - في آخر عام من حكم هذا الملك، اجتمعت سبأ وحمير وتحالفت في وجه الأحباش الذين حاولوا مرارا وتكرارا التوغل انطلاقاً من سهل تهامة الساحلي باتجاه المرتفعات. | ملك سبأ وذي ريدان (200م-217م)    | لعزم يهنف يهصدق      | - عاصر الملك لعز يهصدق أواخر عهد شاعر أوتر ملك سبأ، ويظهر من أحد النقوش تحالفهما معاً لمحاربة الأحباش الذين تعاظم خطرهم. | ملك سبأ وذي ريدان (214م-217م)           |
| لحي عثت يرخم                        | - ابن الملك وهب إل يحز. تولى حكم سبأ بعد وفاة شاعر أوتر مباشرة في أوائل سنة 217م. وقد واجه الملك لحي عثت يرخم خطر المد الحبشي الأكسومي في جنوب الجزيرة العربية، وحقق نجاحات حدت من التمدد الحبشي إلى داخل مملكة سبأ. | ملك سبأ وذي ريدان (217م-225م)    | شمر يهحمد            | - لا يعرف على وجه التحديد العوامل التي أدت إلى ظهور (شمر يهحمد) ملكاً. ولدينا من عهده ثلاثة نقوش مؤرخة، أقدمها مؤرخ في شهر القيظ سنة 327 بالتقويم الحميري الموافق يونيو سنة 217 بعد الميلاد. وآخر نقوشه المؤرخة في سنة 275 بتقويم مضحا الموافق حوالي سنة 245 بعد الميلاد. | ملك سبا وذي ريدان (يونيو 217 م - 245م). |
| فرع ينهب                            | - تولى عرش سبأ بعد لحي عثت يرخم حوالي العام 225م. اتخذ لقب (ملك سبأ)، وذلك يعكس نكسة تعرض لها السبئيون. | ملك سبأ وذي ريدان (225م-230م)    | شمر يهحمد            | - يبدو أن شمر يهحمد في عهد الملك فرع ينهب، بدأ بالتوسع على حساب سبأ، وحصرهم في أرض الهضبة الجبلية الشمالية، وذلك يتضح من لقب فرع ينهب ملك سبأ فقط. | ملك سبا وذي ريدان (217 م - 245م).       |
| الشرح يحضب الثاني                   | - ابن الملك فرع ينهب. تولى الحكم خلال ثلاثينيات القرن الثالث الميلادي، وشاركه العرش شقيقه "يأزل بين". - في عهد الملك إليشرح يحضب ويأزل بين، شنت قواتهم حروبًا متواصلة لتعزيز نفوذهم في جنوب شبه الجزيرة العربية، سواء في الاتجاه الشمالي أو الجنوبي أو الغربي. في الشمال، كان خصمهم قبائل منطقة نجران. وفي الجنوب، كان خصمهما الأكبر دولة حمير التي كانت تكتسب السلطة بثبات. وفي الغرب، كان العدو الحاميات الحبشية وأتباعها من قبائل العرب. | ملك سبأ وذي ريدان (230م - 265م)  | شمر يهحمد            | - تعرضت أرض حمير لهجمات الشرح يحضب الذي شن عليها حروب منتظمة، وبعد سنوات من الحرب بين الطرفين، أرسل شمر يهحمد وفداً إلى اليشرح يحضب يطلب السلم والتآخي، وتم السلام بين الجانبين حوالي العام 245م. في مقابل ذلك اعترف الشرح يحضب أن "شمر يهحمد" ملك سبأ ذي وريدان، بعد أن وصفه لسنوات طويلة "شمر ذي ريدان"، دون لقب "يهحمد" أو حتى نعت "ملك". في هذا الوقت، تحالف الطرفان في وجه الأحباش الذين حاولوا مرارا وتكرارا التوغل شمالاً انطلاقاً من قاعدتهم في بلاد المعافر. | ملك سبا وذي ريدان (217 م - 245م).       |
| الشرح يحضب الثاني                   | - في منتصف القرن الثالث الميلادي، اندلعت الحرب من جديد بين السبئيين والريدانيين. الآن الخصم هو الملك كرب إل أيفع، الذي اتهمه الشرح يحضب بنكث الصلح والمواثيق التي عقدها مع سلفه الملك شمر يهحمد. ولكن تلك المعارك والحرب، لم تؤدِي إلى نتيجة حاسمة. - بعد الصلح مع كرب إل أيفع، تفرغ الملك "الشرح" بتدعيم العلاقات الخارجية والإقتصادية مع قبائل جنوب ووسط الجزيرة العربية. وفي حوالي العام 260م، بعث الشرح وأخيه يأزل وفداً إلى الحارث بن كعب ملك الأزد ومالك بن بد ملك كندة ومذحج، واستغرقت تلك المهمة ثلاثة ليالٍ، وعادوا إلى مأرب. وفي حوالي العام 265م، بعث الملك الشرح يحضب وفداً لملوك قبائل: غسان، الأزد، نزار، ومذحج. وفي هذا الوقت، قام الأمراء (يريم يهرحب، وأوسلة أرسل، وبرج أيمن) برحلات تجارية إلى شمال الجزيرة العربية، واثنين من هؤلاء الأمراء معروفين جيداً في عهد ياسر يهنعم وشمر يهرعش. | ملك سبأ وذي ريدان (230م - 265م). | كرب إل أيفع          | - قام كرب إيل أيفع بشن حملات عسكرية على الملك الشرح يحضب الثاني في سنة 363 حـ بتقويم حمير وسنة 179 بتقويم ردمان الموافقان سنة 253 بعد الميلاد. استمرت تلك الحروب خمسة سنوات وفقاً لأحد النقوش، أي أنها ربما انتهت في عام 258م. - استغل الأحباش ضعف حمير التي انهكتها الحروب والمصادمات مع جيوش الملك الشرح يحضب الثاني، فاستطاعت قوات الأحباش بقيادة ابن النجاشي ومساندة قبيلة المعافر، أن تحتل ظفار لمدة سبعة أشهر حوالي العام 260م. لكن ما لبث أن جمع "كرب إيل أيفع" القبائل المواليه له، وطرد الأحباش إلى المعافر. وبالتزامن مع هذه الأحداث، إِنتهَزَ "يدع إيل بين بن رب شمس" ملك حضرموت، سقوط العاصمة ظفار، فسيطر على أجزاء من الأراضي التابعة لملوك بني ريدان. - في الفترة فيما بين سنة (260م و265م)، قاد كرب إل أيفع حروباً منتظمة على الملك "يدع إيل بين بن رب شمس"، ثم واصل الريدانيون الحرب على خليفته "الريم بن يدع إيل بين"، واستطاع ملوك ذي ريدان إرجاع الأراضي التابعة لهم. | ملك سبأ وذي ريدان (245 م - 267م).       |
| نشأ كرب يأمن يهرحب                  | - ابن الشرح يحضب الثاني. يعد عهد هذا الملك، ووالده من قبله، من أغنى العهود بالنقوش، وله وعنه ما يزيد عن 30 نقشاً. ولدينا من نهاية حكمه، نقشان مفادها وقوع معارك بين نشأ كرب والملكين ياسر يهنعم وشمر يهرعش في مدينة الرحبة ومأرب. ومن المؤكد أن ياسر يهنعم سيطر على مأرب، وأعلن وحدة مملكة سبأ حوالي العام 280م. | ملك سبأ وذي ريدان (265م - 280م). | ياسر يهنعم           | - ياسر يهنعم هو الذي وطد دولة سبأ وذو ريدان، وطرد الأحباش، بعد أن استمر وجودهم أكثر من سبعين عاماً. ولما رَسَخَ حكمه بطرد الأحباش، أشرك ابنه الشاب شمر يهرعش في الحكم، ثم توجه إلى مأرب، وضمها لملكه، وكان دخوله مأرب بمثابة إعلان لتوحيد مملكة سبأ من جديد وبصفة نهائية. وباستلامه مقاليد الحكم في قصر سلحين، استعاد الريدانيون حكم أسلافهم بعد حرب دامت قرن ونصف من الزمن مع قبائل المرتفعات الشمالية. | ملك سبأ وذي ريدان (267 م - 287م).       |

### قائمة ملوك عصر ملوك سبأ وذي ريدان وحضرموت ويمنت
فترة موثقة بنقش مؤرخ.
| الترتيب | الملك                    | ملاحظة | التاريخ     |
| ------- | ------------------------ | --- | ----------- |
| 1       | شمر يهرعش                | - ابن الملك ياسر يهنعم، أقدم ذكر له كملك ومشارك لوالده في الحكم في شهر ذو مهلة سنة 385 حـ بالتقويم الحميري الموافق شهر نوفمبر سنة 275م. نجح شمر يهرعش في الإنفراد بالحكم حوالي العام 287م، ربما بعد تنحي والده الملك ياسر يهنعم. - بدأ شمر يهرعش بمشروع توسعي على كامل أراضي جنوب الجزيرة العربية، وفي عهده أصبحت دولة سبأ قوة عظمى، وأستطاع ضم أرض يمنة، بطرد فلول الأحباش من جنوب العاصمة ظفار وسواحل الجنوب العربي الغربي، كما ضم إلى دولته إقليم حضرموت. وفي حوالي سنة 296م، أطلق على نفسه (ملك سبأ وذي ريدان وحضرموت ويمنت)، وهو أول من أتخذ هذا اللقب الطويل.                                                              | 287م -312م  |
| 2       | ياسر يهنعم               | - بعد اعتزال ياسر يهنعم السياسية لأكثر من عشرين عاماً، يعود من جديد إلى العرش بعد هلاك ابنه شمر يهرعش. وتبدأ الفترة الثانية من حكمه في الفترة فيما بين عامي (312م - 317م)، وهي فترة قصيرة، اتخذ فيها لقب (ملك سبأ وذى ريدان وحضرموت ويمنت). - شاركه في الحكم اثنين من أبنائه، وربما مشاركة بنوه له بسبب أنه كان طاعناً في السن، ولا يستطيع إدارة الدولة لوحده. شاركه في أول الأمر ابنه (ثأران أيفع) ولهما معاً خمسة نقوش، منها نص مؤرخ بسنة 424 في التقويم الحميري الموافقة 314م. وفي حوالي العام 315م، أشرك ابنه الآخر (ذرأ أمر أيمن)، ولهما ثلاثة نقوش معاً، منها النقش المؤرخ بسنة 426 في التقويم الحميري الموافق سنة 316 ميلادي. | 312م -317م  |
| 3       | كرب إيل وتر يهنعم الثالث | - تولى الحكم بعد الملك ياسر يهنعم حوالي العام 317م. وتعد مرحلة حكمه الأكثر غموضاً، ولكن بالتأكيد أن فترته تعد مرحلة انتقالية مؤقتة، وذكر اسمه في ثلاثة نقوش فقط. | 317م - 319م |
| 4       | ذمار علي يهبر الثاني     | - لدينا نقشان فقط من عهده المنفرد، ويتحدث النصان عن حرباً شنتها سبأ على أرض حضرموت، بعد أن تمردت، وملكوا عليهم ملكاً يدعى (أنمار). خلال الحرب مع حضرموت، أشرك ذمار علي يهبر ابنه ثأران يهنعم معه في الحكم، كما تشير إلى ذلك النقوش بلقب (ذمار علي يهبر وابنه ثأران يهنعم ملكي سبأ وذي ريدان وحضرموت ويمنت). | 319م - 324م |
| 5       | ثأران يهنعم              | - انفرد ثأران يهنعم بالحكم بعد والده ذمار علي يهبر الثاني، وذلك في سنة 434 حـ بالتقويم الحميري الموافق 324 بعد الميلاد. خلال عهد ثأران يهنعم بدأ الدور السياسي لسبأ يخرج عن إطار جنوب الجزيرة العربية لأول مرة إلى أنحاء متفرقة من وسط وشمال وشرق الجزيرة العربية، حيث ذكر نقش عبدان المؤرخ سنة 470 حـ في التقويم الحميري الموافق 360م، حملات عسكرية واسعة وكبيرة في شبه الجزيرة العربية امتدت لعقود من الزمان. | 324م - 373م |
| 6       | ملكي كرب يهأمن           | - وصل ملكي كرب إلى العرش بعد وفاة الملك ثأران يهنعم سنة 373م، أو 375م بحسب تقدير كريستيان روبن. ولم ينفرد ملكيكرب في الحكم، حيث أشرك معه بنوه أبو كرب أسعد و"ذراء أمر أيمن". وأقدم نقش ملكي مؤرخ عُثِر عليه لأبي كرب أسعد وذرأ أمر أيمن في سنة 487 بالتقويم الحميري الموافق 377م. ويعد "ملكي كرب" – آخر ملوك عصر ملوك سبأ وذي ريدان وحضرموت ويمنت. | 373م - 385م |

### قائمة عصر ملوك سبأ وذي ريدان وحضرموت ويمنت وأعرابهم في الطود وتهامة
فترة موثقة بنقش مؤرخ.
| الترتيب | الملك            | ملاحظة | التاريخ         |  |
| ------- | ---------------- | --- | --------------- |  |
| 1       | أبو كرب أسعد     | - بعد وفاة الملك حسان ملكي كرب حوالي العام 385م، انفرد الشقيقان أبو كرب أسعد وذرأ أمر أيمن بالعرش. ولدينا نقشان مؤرخة لكل منهما في أوائل عهدهما المنفرد من سنة 497 و498 في التقويم الحميري المقابل لسنة 387م و388م. - توفى الملك "ذرأ أمر أيمن" قبل أن يدرك توسع دولة سبأ في عهد شقيقه وشريكه في الحكم أبو كرب أسعد، الذي بلغ بدولته نجد والحجاز وما والاها من بلاد في الثلث الأول من القرن الخامس الميلاد. وفي حوالي العام 430 م، قام أبو كرب أسعد بتعديل لقبه بإضافة الطود وتهامة. وهو مؤسس وأول ملوك هذا عصر. آخر نقش مؤكد عُثِر عليه لأبو كرب أسعد في شهر ذي خريف سنة 543 في التقويم الحميري الموافق شهر أغسطس سنة 433 بعد الميلاد. | 385م -440م      |  |
| 2       | حسان يهأمن       | - اشترك حسان في ما كان بين أبيه أبو كرب أسعد، وجيوش معد في نجد من حروب. وهو ثاني ملوك عصر ملوك سبأ وذي ريدان وحضرموت ويمنت وأعرابهم في الطود وتهامة، وأحد أشهر ملوك حمير في التراث العربي. حتى الآن لا يوجد أدلة أركيولوجية عن فترة هذا الملك، ويقترح كريستيان روبن أنه حكم ما بين عامي (440م - 450م). | 440م -450م      |  |
| 3       | شرحبيل يعفر      | - نجح شرحبيل يعفر في الإنفراد بالحكم حوالي العام 450م، ولدينا من عهد هذا الحاكم خمسة نقوش مؤرخة، أقدمها مؤرخ في سنة 563 حـ بتقويم حمير الموافق سنة 453م، والنقش الثاني مؤرخ سنة 565 حـ الموافق سنة 455م، والنقش الثالث مؤرخ بسنة 566 حـ الموافق سنة 456م، والنقش الرابع مؤرخ في سنة 572 حـ الموافق سنة 462م، وآخر نقش مؤرخ له كان في سنة 575 حـ في التقويم الحميري الموافق العام 465م. - ترك لنا شرحبيل يعفر عدد من النصوص المهمة، أهمها تلك الوثائق التي تتعلق بتصدع سد مأرب الشهير للمرة الرابعة في أيامه وإعادة بنائه، فقصَّ علينا الحادث الذي وقع في شهر ذو داون سنة 564 المقابل شهر يناير سنة 454م، وتحدث عن مقدار ما أنفقه على العمال لإعادة البناء، واستمرت مراحل الترميم عدة أشهر، حتى انتهت في شهر ذو داون سنة 565 الموافق شهر يناير سنة 455م. | 450م - نحو 468م |  |
| 4       | شرحبيل يكف       | - لا يعرف على وجه التحديد العوامل التي أدت إلى ظهور الملك (شرحبيل يكف) ملكاً لمملكة سبأ، وفي فترة ما فيما بين عامي (466 م -469م)، صعد إلى العرش. وهو مؤسس أسرة ملكية جديدة حكمت خلال الثلث الأخير من القرن الخامس الميلادي. - أقدم نقش مؤرخ تم العثور عليه للملك شرحبيل يكف وضع في ذو الثابة سنة 580 حـ في التقويم الحميري الموافق أبريل 470م. لم يلبث شرحبيل يكف أن أشرك ثلاثة من بنوه معه في اللقب الملكي (أبي شمر نواف، ولحيعة ينوف، ومعد كرب ينعم)، ولهم معاً نقش مؤرخ بسنة 582 حـ في التقويم الحميري الموافق 472م. وفي سنة 584 حـ بالتقويم الحميري الموافق 474م، قام شرحبيل يكف ومعه ابنيه نواف ولحيعة بحملة كبرى إلى شمال الجزيرة العربية لتأديب القبائل المتمردة، وإيقاف تعديات ونفوذ ملوك تنوخ - المناذرة - على تلك القبائل.                    | 468م - 485م     |  |
| 5       | لحيعة ينوف الأول | - لحيعة ينوف معروف جيداُ في فترة الحكم المشتركة مع والده. في البداية ذكر مع والده شرحبيل يكف وإخوته "أبو شمر نواف" و"معد كرب ينعم"، ثم يختفى شقيقه أبو شمر نوف من اللقب الملكي، ويبقى اسم "لحيعة" مع والده شرحبيل يكف وشقيقه "معد كرب ينعم"، ومن الملاحظ أن اسم "لحيعة" كان مقدماً في اللقب الملكي بعد والده، وبذلك يكون هو الوريث الشرعي. - يمكننا افتراض أن "لحيعة ينوف" وصل إلى الحكم في فترة ما من ثمانينات القرن الخامس الميلادي. وآخر نقوش "لحيعة" مؤرخ بسنة 612 في التقويم الحميري الموافق 502م، وذكر معه أبنائه وأحفاده (شرحبيل يكف، مرثد ألن ينعم، وأبو شمر نوف، ولحيعة ينوف)، ولكن دون نعت ملك. النقش الأخير يوحي بأن لحيعة ينوف من أسرة هصبح (في التراث العربي: أصبح)، وبذلك يكون والده شرحبيل يكف من هذه الأسرة.                            | 485م - 502م     |  |
| 6       | مرثد ألن ينعم    | - ربما هو المشهور في كتب التراث العربي باسم "مرثد الخير" (ينعم: الخير). حتى الآن لم يتم العثور على أي دليل أثري يدعم فترة حكمه، وليس لدينا للملك مرثد ألن ينعم سوى نقش واحد مؤكد، وآخر مرجح. | 502م - 504م     |  |
| 7       | مرثد ألن ينوف    | - لا يعرف على وجه التحديد العوامل التي أدت إلى وصول (مرثد ألن ينوف) إلى العرش، ويرى كثير من العلماء أنه أتى بتنصيب من أكسوم. ولا يُعلم على وجه الدقة متى بدأ حكمه، وأقدم نقش له – مؤرخ بشهر ذو المذراء سنة 614 حـ بالتقويم الحميري الموافق يوليو 504م. وآخر نقش مؤرخ يذكر هذا الملك مؤرخ بسنة 619 حـ في التقويم الحميري الموافق سنة 509م. | 504م -515م      |  |
| 8       | معد كرب يعفر     | - حتى الآن لم يُعثَر على أي دليل أثري للملك معد كرب يعفر في اليمن الحديث، يدعم أصوله أو فترة حكمه؛ سوى نقشان في وسط الجزيرة العربية مؤرخة في منتصف سنة 521م. وفي عهده قام المنذر - ملك الحيرة - بإرسال حملات عسكرية سنة 521م ضد القبائل العربية المواليه لسبأ في وسط الجزيرة العربية. إلا أن هذه القبائل (على ما يبدو كندة ومذحج) قد طلبت المساعدة من الملك معدي كرب، فقدم إليهم في حملة عسكرية. ولا يُستبعد أن الملك معد كرب أصيب في تلك المعارك أو في طريق عودته، وتوفى في ذلك العام. | 515م - 521م     |  |

### السيطرة الأكسومية
فترة موثقة بنقش مؤرخ.
| الترتيب | الملك          | ملاحظة | التاريخ     |
| ------- | -------------- | --- | ----------- |
| 1       | يوسف أسار يثأر | - آخر ملوك سبأ الشرعيين، وصل إلى الحكم حوالي العام 522م. ولم يُعثر حتى الآن على أي دليل أثري للملك يوسف في اليمن الحديث، يدعم أصوله أو إنجازاته، سوى ثلاثة نقوش في آبار حمى وجبل الكوكب بمنطقة نجران جميعها مؤرخة في شهر ذو القيظ وذو المذراء سنة 633 حـ بالتقويم الحميري الموافق يونيو ويوليو 523م. وقد أشير فيها إلى حروب وقعت بين الأحباش وبين الملك "يوسف أسار يثأر"، ولم يلقب "يوسف" باللقب الطويل المألوف بل نعت بـ "ملك القبائل". - بعد سبع سنوات من الحرب مع الأحباش، قتل يوسف أسار في أحد الوقائع. وقد وصلنا نصان يشيران إلى مقتله، أحدهما من حصن غراب، والآخر من مدينة مأرب. نص حصن غراب الأكثر أهمية، مؤرخ في شهر ذو الحلة 640 حـ في التقويم الحميري الموافق فبراير 530م، والذي يشير إلى مقتل ملك حمير، ربما كتب هذا النقش بعد مقتل الملك يوسف ببضع أسابيع أو أيام. النقش الآخر من مأرب، مكتوب بالجعزية أفاد فيه الملك الإكسومي كالب أصبحة أنه "قتل ملك حمير وأحرق قصر سبأ". | 522م - 530م |
| 2       | سميفع أشوع     | - شارك سميفع أشوع مع الملك ذو نواس من سنة 523م إلى سنة 530م في حروبه ضد الأحباش والقبائل الثائرة. ويشير نقش حصن غراب المؤرخ في شهر ذو الحلة سنة 640 حـ في التقويم الحميري الموافق فبراير 530م أن الأحباش فتحوا أرض حمير، وقتلوا ملك حمير - ذي نواس - وأقياله الحميريين والأرحبيين. ويرى العالم هوغو وينكلر مستندًا إلى هذ النقش أن ذا نواس كان هو البادئ بالحرب، وأن سميفع أشوع وأولاده أصحاب النص كانوا في معية الملك ذي نواس في حملته على الحبشة، غير أنه لم يكتب له التوفيق، وأصيب بهزيمة إذ سقط فهزم جمعه. وعندئذ غزا الحبش جنوب الجزيرة العربية واستولوا عليها. فأسرع السميفع أشوع وبنوه في الذهاب إلى "حصن غراب" للتحصن فيه ولتقوية وسائل دفاعه، ولم تكن قلوب هؤلاء مع ذي نواس، وإنما أكرهوا على الذهاب معه. وبقوا في حصنهم هذا إلى أن دخل الحبش أرض اليمن، فتفاهم السميفع معهم، وفاوضهم. - لدينا للملك "سميفع أشوع" نقش ملكي واحد، جاء في مطلعه جملة: "بروح القدس سميفع أشوع ملك سبأ، وفي آخره عبارة: "بسم الرحمن وابنه كرايست"، ومعناها "بسم الرحمن وابنه المسيح". وفي هاتين الجملتين دلالة صريحة على أن سميفع أشوع كان ملكًا على سبأ وأنه كان على دين النصارى. ويؤيد كون "السميفع أشوع" نصرانيًا، ما ذكره المؤرخ بروكوبيوس القيسراني من أن الحبشة بعد مقتل ملك حمير - ويقصد ذو نواس - عينت رجلًا نصرانيًّا من حمير اسمه سميفع أشوع ملكًا على حمير. | 530م - 535م |
| 3       | أبرهة          | - بعد نجاح الحملة الحبشية على حمير، ومقتل الملك الشرعي يوسف الحميري في فبراير 530م، وبعد مفاوضات بين قادات ذا نواس وملك أكسوم آل أصبحة، أقر الملك الأكسومي رجل من حمير يدعى سميفع أشوع ليكون ملكًا على سبأ ونائباً لملك أكسوم على أن يتنصر ويدفع إلى الأحباش جزية سنوية. ونحو سنة 535 بدعم من الجيش الحبشي، أطاح أبرهة أحد القادة الأحباش العسكريين، بالملك سميفع أشوع. ويشير المؤرخ (بروكوبيوس القيسراني) إلى أن النجاشي آل أصبحة سير إلى أبرهة حملتين، لكن لم تتمكن من الوقوف أمام أتباع أبرهة، فانهزمت. فلما مات، صالح أبرهة خليفته على دفع جزية سنوية، على أن يعترف به نائبًا عن الملك على مملكة سبأ، فعين نائبًا عنه. - في نهاية عام 546م - بداية عام 547م، ثار حاكم قبيلة كندة يزيد بن كبشة على أبرهة، وانضم إلى ابن كبشة أمراء سبأ وفي جملتهم القيل (معديكرب بن سميفع)، وقاتلوا جيوش أبرهة، واستسلم ابن كبشة في يونيو سنة 547م، واستمر أقيال سبأ يقاتلون أبرهة. بحلول يوليو 547م، اجتاحت الانتفاضة معظم أراضي جنوب الجزيرة العربية تأييداً لسبأ ضد أبرهة. أدى انهيار سد مأرب، الذي هدد وجود واحة مأرب، التي كانت أكبر مركز زراعي في جنوب الجزيرة العربية، إلى إجبار أبرهة على تقديم تنازلات والتصالح مع المتمردين. في أكتوبر 547م - مارس 548م، بناءً على أوامر أبرهة، تم إصلاح هذا السد. وأثناء ترميم السد، وصلت سفارات من أكسوم وبيزنطة وساسان، وكذلك من الحكام العرب - المنذر الثالث ملك الحيرة، والحارث بن جبلة وشقيقة أبو كرب بن جبلة ملوك غسان، مما يشهد على المكانة الدولية العالية لأبرهة. وآخر نقش عُثِر عليه لأبرهة مؤرخ يشهر ذو المهلة سنة 668 حـ في التقويم الحميري الموافق نوفمبر 558م. | 535م - 570م |

### هوامش
1. ↑  يفترض الباحثين أن نقوش عهد "يدع إي بن ذمار علي" – وهي أقدم النقوش السبئية التي وصلتنا - تعود إلى القرن الثامن قبل الميلاد. بينما أرجع "كينيث كيتشن" تلك النقوش إلى الفترة فيما بين القرن العاشر- منتصف القرن الثامن قبل الميلاد (Documentation for Ancient Arabia: 2/207). نسخة محفوظة 2024-03-23 على موقع واي باك مشين. حالياً أصبح من المؤكد أن "يدع إيل بن ذمار علي" عاش في أواسط القرن الثامن قبل الميلاد، بفضل نقوش سور صراوح التي تم اختبار مواد بناء السور بالكربون المشع وأكدت أنه بني في القرن الثامن قبل الميلاد. بالإضافة إلى ذكره مع "يكرب ملك بن ذمار علي" – والد يثع أمر وتر المعروف في الحوليات الآشورية.
2. ↑  يرجع الباحثين النقش الموسوم بـ(Schm/Mārib 18) إلى القرن الثامن قبل الميلاد، وهو من أقدم النقوش السبئية. بينما أرجعه كينيث كيتشن إلى الفترة فيما بين القرن العاشر- الثامن قبل الميلاد (Documentation for Ancient Arabia: 2/423). نسخة محفوظة 2024-03-23 على موقع واي باك مشين. حالياً أصبح من المؤكد أن "يكرب ملك بن ذمار علي" تزعم قبيلة سبأ خلال النصف الثاني من القرن الثامن قبل الميلاد، بفضل نقوش جديدة اكتشفت له، وأيضا بفضل ذكر ابنه يثع أمر وتر في الحوليات الآشورية.
3. ↑  يعتقد بعض الباحثين وعلى رأسهم العالم البارز "نوربرت نيبس" أن "سرم" هي سروم (حالياً: ناحية من صعدة) التي أشار إليها أبو محمد الهمداني. ولا شك أن في هذا الرأي تكلف في التفسير. هناك احتمالين، الأول: أن "ٍسرم" ربما تكون "سرو" بإضافة الواو اللينة وحذف ميم التمييم، أي: الهضبة المتاخمة لمأرب (حالياً: مديريات ضبيان وخولان) التي ينحدر منها وادي ذنة. أو ربما (سِرّ) بحذف ميم التمييم وهي منطقة في أعالي وادي ذنة، وهي باقية على مسماها حتى اليوم. ومن المستعبد أن المقصود سروم في صعدة، التي تبعد عن مأرب أكثر من 250 كيلو متر. وفي ذلك الوقت، لم يكن السبئيون يسطيرون حتى على وادي جوبة الذي لا يبعد عن مأرب سوى بضع وعشرين كيلاً.
4. ↑  بعد "يثع أمر وتر" ، لدينا تسلسل حكام راسخ: (سمه علي، يثع أمر بين، ذمار علي، كربئيل وتر، سمه علي بين). وهو مؤكد من خلال عدة وثائق من جبل البلق، مثلا النقشان (RES 3655. و Gl 1691)، وهو لصبح بن إيل كرب (700 ق م - 690 ق م) مساعد المكاربة سمه علي (ذريح) ويثع أمر (بين) وذمار علي، وشاركه وخلفه ابنه هيثع إيل بن صبح (690 ق م - 650 ق م) مساعداً للمكاربة (يثع أمر بين، وذمار علي، وكرب إيل وتر، وسمه علي بين)، ويعطينا هذا النص تسلسل حكام مؤكد لأب وابنه كانوا يخدمون المكاربة بالتناوب مدة خمسين عاماً تقريباً. هناك وثائق أخرى تعضد هذا التسلسل (Gl 1771. و Ja 2848 n). مع ذلك، هناك خلاف بين الباحثين حول هوية "سمه علي" - هل هو "سمه علي ذريح" أو "سمه على ينوف". "نسخة مؤرشفة". مؤرشف من الأصل في 2024-04-04. اطلع عليه بتاريخ 2024-03-25.{{استشهاد ويب}}:  صيانة الاستشهاد: BOT: original URL status unknown (link)
5. ↑  وصلنا وثيقتان من جبل البلق - قبل بناء معبد أوام - تم كتابتها بواسطة كهان من أسرة ذو خليل، وهم: "إيل أمر" و"عم شفيق" – افترضنا أنهما أب وأبنه. وتعطينا هذه الوثائق تسلسل حكام شبه مؤكد، النقش الأول (Gl 1689): صاحبه "إيل أمر" الكاهن في عهد يثع أمر (وتر)، والنقش الثاني (Gl 1780) صاحبه "عم شفيق بن إيل أمر" الكاهن في عهد "سمه علي ذريح". وبذلك لدينا تسلسل مرجح - يثع أمر وتر بن يكرب ملك ثم سمه علي ذريح. "نسخة مؤرشفة". مؤرشف من الأصل في 2024-04-04. اطلع عليه بتاريخ 2024-03-25.{{استشهاد ويب}}:  صيانة الاستشهاد: BOT: original URL status unknown (link)
6. ↑  تجدر الإشارة إلى أن "كرب إل وتر" في فترة حكمه الأولى، كان يؤدي طقوس الصيد في غرب مأرب (Y.85.AQ/8). نسخة محفوظة 2024-05-27 على موقع واي باك مشين.
7. ↑  "سمه يفع بن لبوان" هو زوج الملكة "ذمارهل أميرة بنت يقه ملك"، وهي ابنة الملك "يقه ملك" المعاصر للمكرب يثع أمر وذمار علي (as-Sawdāʾ 93). نسخة محفوظة 2024-03-25 على موقع واي باك مشين.
8. ↑  على الأرجح أن "ذمار علي" شارك "يثع أمر بين" في عمر متقدم. حيث كان جد ولديه أحفاد في زمن شريكه المكرب "يثع أمر بين"، ولدينا نقشاً يشير إلى الشاب "يقه ملك بن كربيئيل وتر، وهو يصطاد إلى جانب والده "كربئيل وتر" بإشراف المكرب "يثع أمر بين"، وهو نقش من العقدين الأولى من القرن السابع قبل الميلاد تقريباً (Y.85.AQ/24). يبدو أن "ذمار علي" من أقران "سمه علي" عمراً، وربما يكون عم للمكرب "يثع أمر بين". وبذلك يجب أن يكون اسمه ونسبه "ذمار علي ينوف بن يدع إيل". وربما يكون "ذمار علي" من أسرة يثع أمر وتر. وفقاً للمعطيات المتوفرة، لا يمكن تأكيد أياً من تلك الاحتمالات إلا بتوفر نفش رسمي يثبت أصول ولقب هذا المكرب. نسخة محفوظة 2024-06-01 على موقع واي باك مشين.
9. ↑  يفترض الدكتور جيرمي شيتكات أن النص (CIH 979) يعود إلى ذمار علي ذريح. وتجدر الإشارة إلى أن النص وصل هكذا ([مجهول]ـي ذريح بن يدع إيل مكرب سبأ). ولم يحسم الأمر حتى الآن هل هو [سمه عل]ـي أو [ذمار عل]ـي. إلا أن الوثيقتين المهمة (Gl 1780. و Gl 1689) من جبل البلق - قبل بناء معبد أوام - والتي كتبها كهان من أسرة ذو خليل، وهم: "إيل أمر" وابنه "عم شفيق"، تعطينا هذه الوثائق تسلسل حكام شبه مؤكد، النقش الأول: صاحبه "إيل أمر" الكاهن في عهد يثع أمر (وتر)، والنقش الثاني "عم شفيق بن إيل أمر" الكاهن في عهد "سمه علي ذريح". مما يجعل النص (CIH 979) أقرب إلى أن يكون للمكرب "سمه علي ذريح"، وليس لذمار علي. وبذلك لدينا تسلسل حكام شبه مؤكد، بناءاً على عدة معايير، منها شكل الخط، وموقع النقش وهو جبل البلق، توقفت كتابة نقوش الكهان فيه مع نهاية القرن السابع قبل الميلاد، وتوقفت أيضا نقوش الحكام في هذا الوقت. ولكن يجب الإشارة إلى أن هناك نقشين مكربية - ونقوش كهان قليلة شاذة من البلق من القرن السادس قبل الميلاد وفقاً لشكل الأحرف والتهجئة، ولكنها تبقى شاذة. "نسخة مؤرشفة". مؤرشف من الأصل في 2024-03-25. اطلع عليه بتاريخ 2024-03-25.{{استشهاد ويب}}:  صيانة الاستشهاد: BOT: original URL status unknown (link)
10. ↑  قارن بين النص  (MAFRAY-Ṣirwāḥ 1). ونصوص يثع أمر بين مثالاً: (MAFRAY-al-Asāḥil 4). أمام تلك المعطيات نحن أمام احتمال مرجح أن ذمار علي صاحب النص (MAFRAY-Ṣirwāḥ 1). هذا الترجيح ربما يؤكد مستقبلاً في حال العثور على نقش رسمي مكتمل لهذا المكرب. "نسخة مؤرشفة". مؤرشف من الأصل في 2024-08-09. اطلع عليه بتاريخ 2024-08-09.{{استشهاد ويب}}:  صيانة الاستشهاد: BOT: original URL status unknown (link)
11. ↑  نقش معبد صرواح الموسوم بـ(Schm/Sir 103). يذكر ذمار علي، ويتطابق أسلوب الكتابة القديم تماماً مع النص (MB 2004 S I-20). كذلك النص (MAFRAY-Ṣirwāḥ 1). الجدير بالذكر هنا، أن أسلوب الكتابة هذا، يضعف بعد عهد كربئيل وتر، ويصبح كلاسيكياً ونادراً، ويظهر أسلوباً جديداً في الكتابة، خصوصاً منذ عهد يدع إيل ذريح فصاعداً. نسخة محفوظة 2024-08-09 على موقع واي باك مشين.
12. ↑  النقشان المهمة (RES 4519. وSchm/Sir 123). تعطينا تسلسل حكام مؤكد لثلاثة مكاربة (كربئيل وتر، سمه علي، ويدع إيل). نسخة محفوظة 2024-03-25 على موقع واي باك مشين.
13. ↑  يلاحظ من خلال النصوص، أن زمن كربئيل وتر وابنه سمه علي بين وحكم يدع إيل ينوف المنفرد متقاربة جداً. ويستشف ذلك من خلال نصين – كتب بواسطة أبناء الأمير "قدم إيل" الذي كان أميراً على مدينة كاهل زمن (كربئيل، سمه علي، ويدع إيل)، وتم ذكر والد مقدمين النقوش (قدم إيل) في نهاية كل نص، مما يعني أنه حياً في فترة هؤلاء المكاربة الثلاثة. النص الأول كتبه "شياط بن قدم إيل" من عهد كربئيل وسمه علي (FB-Jidfir ibn Munaykhir 1). النص الثاني كتبه "عسموم والذرى" ابني قدم إيل من عهد يدع إيل ينوف المنفرد (FB-Jidfir ibn Munaykhir 2). طالع أيضاً (Moussaieff 14). نسخة محفوظة 2024-03-25 على موقع واي باك مشين.
14. ↑  "يقه ملك" وشقيقه "لبوان" تشاركا الحكم في بداية القرن السابع قبل الميلاد (النقش: YM 23250). مما يجعل "لبوان" الوريث الشرعي وخليفة "يقه ملك". وبذلك لا يمكننا قبول صعود ابن يقه ملك قبل عمه "لبوان" ، وعلى الأرجح أنه حكم في فترة قصيرة بعد "سمه يفع بن لبوان"، إلى أن عاد العرش إلى أبناء "سمه يفع بن لبوان" وأخته "ذمار أميرة أبنة يقه ملك".نسخة محفوظة 2024-03-28 على موقع واي باك مشين.
15. ↑  هناك فرضية أخرى، ترجح أن "ابن يقه ملك" ربما كان وصياً على عرش أبناء أخته الملكة "ذمارهل أميرة بنت يقه ملك"، وهي زوجة الملك "سمه يفع بن لبوان"، ووالدة ملوك نشان. وهذه الفرضية حتى الآن تبدو أكثر أقناعا. وتبقى كل تلك الاقتراحات، فرضيات غير مؤكدة حتى ظهور أدلة قاطعة.(as-Sawdāʾ 93). نسخة محفوظة 2024-03-25 على موقع واي باك مشين.
16. ↑  "وتر إيل ذرحان بن يذمر ملك" كان ملك هرم في الفترة فيما بين (نحو 640 ق م - 600 ق م)، وهو معروف من خلال النصوص التي تذكره مع والده (النقش: Haram 5. و Haram 6. و Haram 7. و Haram 9. و Haram 11) ولدينا لهذا الملك في فترة حكمه المنفرد عدد من النصوص (CIH 507). نسخة محفوظة 2024-03-25 على موقع واي باك مشين.
17. ↑  "يذمر ملك" كان ملك هرم في الفترة فيما بين (نحو 670 ق م - 640 ق م)، وقد كان حليفاً لكربئيل وتر في حروبه، خصوصاً في حرب مدينة نشان أواسط القرن السابع قبل الميلاد، وقد عينه كربئيل وتر على مدينة نشان لمدة عامين (النقش Haram 15). وبعد انتهاء الحرب لصالح سبأ، أقطع ملك هرم "يذمر ملك" أراضي من أملاك مدينة نشان، مكافأة له من قِبَل كربئيل وتر (النقش: RES 3945 -السطر 17). نسخة محفوظة 2024-03-25 على موقع واي باك مشين.
18. ↑  تسلسل حكم "يدع إيل ذريح" و"يثع أمر وتر" ابني سمه علي - مؤكد بفضل النقوش التي تذكرهم مع ابن عمهم "يدع أب بن سمهريم بن كربئيل وتر"، وهو أمير كتال في الفترة فيما بين (نحو 620 ق م - 570 ق م) زمن المكاربة "يدع إيل ذريح" ويثع أمر وتر" وحتى بداية عهد "كربيئل بين" – (CIH 494. و CIH 496. و Ry 584). والجدير بالذكر هنا، أن والده "سمهريم ذبيان بن كربئيل وتر" أمير كتال ومدن وادي رغوان (نحو 650 ق م - 620 ق م) في عصر شقيقه "سمه علي بين" و"يدع إيل ينوف" ابني "كربئيل وتر"، ولا يستبعد بقائه أميراً إلى زمن ابن أخيه "يدع إيل ذريح" المنفرد، ولكن لا توجد دلائل تؤكد ذلك حتى الآن – (النقش: YM 18352. و Ja 2904. و MAFRAY-Mushjiʿ 23.) نسخة محفوظة 2024-03-25 على موقع واي باك مشين.
19. ↑  خلال النصف الأول من القرن الرابع قبل الميلاد، استولت قتبان على وادي الجوبة الذي لا يبعد سوى عشرين كيلاً من مأرب، مما يدل على الضعف والهوان الذي وصلت له سبأ في هذه الفترة، وحمل حكام قتبان لقب "مكرب" بعد أن تخلى حكام سبأ عن هذا اللقب. وترك مكاربة قتبان والقتبانيون في هذا الوادي عدداً كبيراً من النصوص والتماثيل الفاخرة (النقش: Ghul-YU 66. و RES 3553. و CSAI I, 300. و CSAI I, 295.) نسخة محفوظة 2024-02-18 على موقع واي باك مشين.
20. ↑  أقدم ذكر لقرناو كان في بداية القرن السابع قبل الميلاد، وحينها زعماء قرناو (معين) الذين لم يحملوا لقب ملوك - ذكروا إخوتهم مع سبأ ونشان (النقش: YM 2009). ومن الواضح أن استقلال قرناو من نفوذ نشان، وتكوَّنَ كيان معين السياسي، حدث بعد الحملات العسكرية التي قام بها كربئيل وتر بمعاونة مدن هرم وكمنا - وربما قرناو أيضا - على مملكة نشان في أواسط القرن السابع قبل الميلاد، ومنذ ذلك الوقت فقدت نشان حكمها الذاتي، لتحل مكانها معين تدريجيًا. "نسخة مؤرشفة". مؤرشف من الأصل في 2024-04-04. اطلع عليه بتاريخ 2024-03-25.{{استشهاد ويب}}:  صيانة الاستشهاد: BOT: original URL status unknown (link)
21. ↑  تسلسل حكم "كربئيل بين" بعد "يدع إيل ذريح" و"يثع أمر وتر"- مؤكد بفضل النقش الذي يذكره مع "يدع أب بن سمهريم بن كربئيل وتر" – وهو أمير كتال، بدءاً من عهد "يدع إيل ذريح" ويثع أمر وتر" المشترك، حتى بداية عهد "كربيئل بين" –(Ry 584). تسلسل هؤلاء المكاربة الثلاثة (يدع إيل ذريح، يثع أمر وتر، كربئيل)، مؤكد أيضاً من خلال عدة وثائق لعدد من أتباع هؤلاء المكاربة، مثلا نقوش مأرب (Fa 43. و CIH 961. و CIH 967. و RES 4810. و Gl 1704 b+1710 a-b.). ووثيقة مدينة كتال (RES 4700). وأهم تلك الوثائق التي وصلتنا من معبد معرب الذي أسسه "يدع إيل ذريح" وتؤكد هذا التسلسل الملكي الراسخ - مثلاً (Ghul al-Masāğid 2. و Ghul al-Masāğid 3 و Ja 2225). والجدير بالذكر هنا، أن المعبد تم هجره بعد هؤلاء المكاربة الثلاثة. علاوة على ذلك، لدينا النقش (YMN 20)، والذي يشير بوضح إرتباط "يدع إيل ذريح" و"كرب إيل بين" وتقارب الزمن بينهما– جميع تلك المعطيات الراسخة لا تجعل مكاناً لأي مكرب بين هؤلاء المكاربة، وتبطل ما اقترحه فون ويسمان ومن تبعه على ذلك. "نسخة مؤرشفة". مؤرشف من الأصل في 2024-03-25. اطلع عليه بتاريخ 2024-03-23.{{استشهاد ويب}}:  صيانة الاستشهاد: BOT: original URL status unknown (link)
22. ↑  هناك نقش من جبل اللوذ، سقط منه اسم الحاكم، وبقى جملة "مكرب"، ربما يعود لهذا المكرب (RES 4906). إلا أن هذا النقش الذي نسخة جون فيلبي، ليس لدينا صورة له، لكي يتم التعرف على فترته بدقة. نسخة محفوظة 2024-03-29 على موقع واي باك مشين.
23. ↑  النقش من القرن السادس - الخامس قبل الميلاد. ويتطابق زمنياً مع عهد "سمه علي ينوف بن ذمار علي"، لكن لا يستبعد أن يكون من عهد "سمه علي ينوف بن يدع إيل ذريح".
24. ↑  "في الواقع لم يحتاج المكاربة الثلاثة عشر الأوائل إلى ذكر ألقاب آباءهم، لأن أسماء المكاربة وآباءهم غير متطابقة مع من سبقهم. ولكن في عهد هذا المكرب، أصبح هناك مشكلة، حيث أن هناك مكرباً سابقاً يحمل نفس اسمه واسم والده، مما دعى هذا المكرب إلى إضافة لقب والده "ينوف" إلى اللقب الملكي لأول مرة في تاريخ سبأ. وسنلاحظ المكاربة من بعده غالباً ما يذكرون ألقاب آباءهم حتى وإن لم يتطابق مع من سبقهم. مع ذلك، على ما يبدو لم يلتزم دائماً المكاربة اللاحقين بذلك التعديل.
25. ↑  "من خلال الوصف الوارد في نصوص هذا المكرب عن السد، فلا بد أن فترة بناء السد وقنواته قد استغرقت عقوداً طويلة، مما يمكننا افتراض أن هذا المكرب حكم زهاء أربعين عاماً. ولا ننسى إنجازاته الحربية ضد قتبان ومعين ويثل وقبائل نجران التي استغرقت أعواماً طويلة. ويمكننا نشبه عهده، بعهد "ثأران يعب يهنعم" الموثق وفقاً للنقوش المؤرخة أنه حكم منفرداً أكثر من أربعين عاماً، كذلك الملك أبو كرب أسعد الذي من المؤكد أنه حكم أكثر من ستين.
26. ↑  زراعة العنب، وبساتين الكرم لن تكون حصراً على مأرب، سنجدها في هذا الوقت وبعده ببضع عقود تصل أيضا إلى مستوطنة نشق السبئية في واحة الجوف (YM 23206 -7.). وتعارض هذه النقوش مع ما ورد في القرآن، بقوله: ("فَأَعْرَضُواْ، فَأَرْسَلْنَا عَلَيْهِمْ سَيْلَ ٱلْعَرِمِ، وَبَدَّلْنَٰهُم بِجَنَّتَيْهِمْ، جَنَّتَيْنِ ذَوَاتَىْ أُكُلٍ خَمْطٍۢ وَأَثْلٍۢ وَشَىْءٍۢ مِّن سِدْرٍۢ قَلِيلٍۢ). مما يعني أن الآية ربما تتحدث عن عصر متأخر. أما القرن الخامس والرابع قبل الميلاد، فقد وصل فيه السبئيون إلى مراحل متطورة جداً في الهندسة الزراعية، وزراعة العنب والفواكة في رملة السبعتين - مأرب ونشق. نسخة محفوظة 2024-02-23 على موقع واي باك مشين.
27. ↑  "سمه وتر الثاني" ملك قتبان في الفترة فيما بين (نحو 460 ق م - 430 ق م)، وربما هو والد "ذمار علي" ملك قتبان (نحو 430 ق م - 410 ق م)، ووالد "هوف عم يهنعم بن سمه وتر" (نحو 410 ق م - 380 ق م)، وربما جد "يدع أب يجل بن ذمار علي" مكرب قتبان في الفترة فيما بين (نحو 380 ق م - 350 ق م).
28. ↑  "رجمة: موضع في حمى. وفي ذلك يقول الشاعر: «كأن لم أذد يوما برجمة من حمى». ذكرت رجمة في عدد من النصوص، ومنها النص المعيني (M 247) الذي يشهد على اعتراض السبئيون لقافلة معينية بين مدينة معين ورجمة، وهو نص يعتقد أنه كتب في الربع الأول من القرن الرابع قبل الميلاد تقريباً. هناك من يرى أن رجمة هي موضع الأخدود في وسط نجران، وهو رأي قوي وفقاً للنصين (Najrān 1. و Robin-Ghabbān-Saʿīd 2014 – 1). نسخة محفوظة 2024-03-25 على موقع واي باك مشين.
29. ↑  "ليس من المستبعد أن تكون مملكة معين بعد إندماج قرناو ويثل، قد عقدت حلفا مع مهأمر ونجران، لتأمين سلامة قوافلها التجارية.
30. ↑  النقش مؤلف من ثلاثة سطور بطريقة المحراث، غاية في الوضوح، عثر عليه في شمال عمران على مسافة أربعين كيلا تقريباً. ومن خلال شكل الحروف، يمكننا بشكل مؤكد إرجاعه إلى القرن الخامس - الرابع قبل الميلاد. وقد جاء فيه الآتي: (يدع إيل ذريح بن يثع أمر بين مكرب سبأ سور خمر بإيل مقه)، بالإنجليزية (Ydʿʾl Ḏrḥ bn Yṯʿʾmr Byn mkrb S¹bʾ gnʾ ḫmr b-ʾlmqh).
31. ↑  افترض "فون ويسمان" أن "سمه علي ينوف" هو ابن وخليفة المكرب رقم (8) – "يدع إيل ذريح الأول". مع ذلك، لا يمكننا قبول هذا الرأي، حيث أن التسلسل الزمني للأحداث يضع هذا المكرب بعد كربئيل بين وذمار علي، مؤسسي العصر السبئي في مدينة نشق، المدينة التي استحوذ عليها العظيم كربئيل وتر. ومن المؤكد أيضا أن المكاربة قبل المكرب رقم (14) لم يكونوا يضيفوا ألقاب آباءهم في النسب الملكي، وهنا يلاحظ أن "سمه علي ينوف" يضيف لقب والده "ذريح". وهو شيئاً لم يكن في زمن المكاربة الثلاثة عشر الأوائل. وحالياً أصبح تسلسل المكاربة (يدع إيل ذريح الأول، ويثع أمر وتر الثاني، وكربئيل بين) مؤكد بفضل نقوش معبد "معرب" الذي أسسه "يدع إيل ذريح" - وتذكرهم معاً (طالع حجج المكرب رقم 10). وعلى الرغم من وضوح التسلسل الزمني للمكاربة في الوقت الحالي، إلا أن الباحثين ما زالوا متأثرين بما قدمه "فون ويسمان"، الذي لم يكن في زمنه النقوش والمعطيات الحديثة الواضحة التي بين أيدينا اليوم، والتي تؤكد أن هذا المكرب ابن للمكرب "يدع إيل ذريح الثاني".
32. ↑  من خلال المقارنة بالصور الحديثة – بين نقش المكرب "سمه علي ينوف بن يدع إيل ذريح" حاكم سبأ في أواسط القرن الخامس ق م تقريباً، ونقش "يدع إيل بين بن يثع أمر وتر" حاكم سبأ في نهاية القرن الخامس ق م، في شكل الحروف وموقع النقشان من مدينة نشق، يتضح لنا بشكل واضح أن النقشان دون أدنى شك، قد كتبا في فترة متقاربة، ربما خمسين عاماً في أبعد تقدير. قارن بين النقشان (Gl 1467. و Gl 1468). نسخة محفوظة 2024-04-02 على موقع واي باك مشين.
33. ↑  تُظهِر نصوص سمه علي ينوف تبايناً ملحوظ، وتحولاً في أسلوب الكتابة السبئية التي تطورت بشكل لافت خلال عهد يدع إيل ذريح الأول فصاعداً (B1-B4)، حيث نلاحظ في نقش تسوير منهية الموسوم بـ (Abū Ṯawr 1)، سمات مزدوجة من الفترة (B4-C1 – جاكلين بيرين)، ويظهر فيه بواكر شكل الميم المبتكرة، والتي ستكون معتمدة وأكثر إنتشاراً منذ القرن الرابع قبل الميلاد فصاعداً. مع ذلك، نص مدينة منهية لا يضيف لقب "ذريح" إلى والده، مما يجعل تأكيده لهذا المكرب صعب. هناك نصوص أخرى (CIH 636. وJa 2840)، تتطابق (خصوصاً الميم المبتكرة) مع نصوص يدع إيل بين بن يثع أمر وتر (مثالاً: CIH 634. وYM 1326)، مما يدل على أن زمنهم متقارب جداً. نسخة محفوظة 2024-03-25 على موقع واي باك مشين.
34. ↑  "نقش المكرب "سمه علي ينوف" من جبل اللوذ - الموسوم بـ (Ry 585). متطابق مع تهجئة وصياغة نقش كربئيل وتر - جبل اللوذ - الموسوم بـ (Ry 586). مع ذلك، يلاحظ أن هناك تغيرات في نقش "سمه علي ينوف"، حيث أن الأحرف اصغر حجماً، وأعقد في الزخرفة، مما يجعله متأخر عن نقش كربئيل إيل. هناك نص آخر من ترح لسمه علي ينوف موسوم بـ(YM 1045)، وهو يحمل سمات فترة القرن السادس - الخامس قبل الميلاد. في النصان المشار إليه، كتب سمه علي ينوف اسم والده يدع إيل دون لقب، مما يجعل تأكيد النص لهذا المكرب غير مؤكد حتى الآن، على الرغم من تطابق شكل الحروف مع فترته. وبذلك نحن أمام فرضية أنه كتب اسم والده في بعض الأحيان بدون لقب، وأحياناً أخرى بلقب، وهي فرضية تحتاج نقوش أكثر، وإلا يكون لدينا مكرب آخر حمل نفس الاسم. الجدير بالذكر هنا، أن أقدم نقوش ترح تعود للمكرب كربئيل وتر، وهو على الأرجح أول من سن زيارة حرم ترح في الجوف، بعد سيطرته على كامل ممالك الجوف. "نسخة مؤرشفة". مؤرشف من الأصل في 2024-04-04. اطلع عليه بتاريخ 2024-03-28.{{استشهاد ويب}}:  صيانة الاستشهاد: BOT: original URL status unknown (link)
35. ↑  النقش المهم (Schm/Sir 43)، عثر عليه في معبد أوعال في صرواح. وهو نقش بناء، مؤلف من سطرين بالطريقة العادية (من اليمين إلى اليسار). المثير للاهتمام أنه من النقوش القليلة التي وصلت لنا من صرواح لمكرب بالطريقة العادية، لا المحراث. مع ذلك، الطريقة العادية كتب بها السبئيون منذ القرن الثامن قبل الميلاد في وادي رغوان والجوف ووادي يلا، لكن نقوش المعابد في صرواح ومأرب – غالبًا ما كانت تكتب بالمحراث. ومن خلال شكل الحروف، يمكننا بشكل مؤكد إرجاعه إلى القرن الخامس - السادس قبل الميلاد، عصر المكاربة المتأخر. وقد جاء فيه الآتي: "يكرب ملك وتر بن يدع إيل مكرب سبأ بني/باني ...". نسخة محفوظة 2024-06-30 على موقع واي باك مشين.
36. ↑  النقش الموسوم بـ(Fa 70)، نسخة أحمد فخري، وفي نسخ النقش عدد من المشاكل، مثلاً: ذكر الاسم "ذمار علي يدف"، أي أنه بَدَّل النون إلى دال. علاوة على ذلك، هناك صيغة فريدة "ذمار علي ينف مكرب سبأ بن يكرب ملك وتر، ومن المؤكد أن صياغة المكاربة ذكر اسم المكرب ونسبه إلى أبيه ثم لقب مكرب ([الحاكم] بن [اسم والد الحاكم] مكرب سبأ). مما جعل عدد من الباحثين يرجحون أن هذا النقش يعود إلى ملك لا مكرب، حيث أن صيغة الملوك ("[الحاكم] ملك سبأ بن [اسم والد الحاكم])، واقترحوا أن هذا خطأ آخر في النسخ من قبل أحمد فخري. ولعدم توفر صور لهذا النقش، لا يمكن تقدير وترجيح زمنه. مع ذلك، اكتشف المهندس الألماني "يورغن شميت" نقشا ليكرب ملك وتر، يحمل فيه لقب "مكرب"، وله سمات فترة القرن الخامس - الرابع قبل الميلاد. مما يجعلنا أمام احتمال أن هناك بالفعل مكرب يدعى "ذمار علي ينوف بن يكرب ملك وتر". والجدير بالذكر هنا، أن هناك ملكا يحمل ذات الاسم واللقب واسم الأب واللقب، وتكرر الأسماء بين المكاربة والملوك مؤكد، ويمكننا التفرقة بينهما، بفضل ألقاب "مكرب" أو "ملك"، بالإضافة لشكل الحروف.
37. ↑  من النصوص السبئية المهمة التي وصلتنا من مدينة نشان، النقش الموسوم بـ (YM 1326)، وهو مؤرخ باسم الملك "يدع إيل بين بن يثع أمر"، ويشير إلى منع التعدي على أملاك "يقدم إيل بن ثوران"، بسبب اعتداء أفراد من خولان على أملاك هذا الرجل بقطع أشجاره ونثر زرعه. وفي هذا النص إشارة واضحة على استيطان السبئيون وأيضاً أتباعهم من خولان في نشان.
38. ↑  يعتمد هذا العمل أساسًا على التحليل القديم للنقوش – التصنيف الزمني التقديري للنصوص بناءً على تطور شكل الحروف والسمات اللغوية والنحوية (هيرمان فون ويسمان 1976، بيتر شتاين 2005). بالإضافة لأحد النقوش المؤرخة من عهد الملك الشهير سلوقس الأول، وبعض الوثائق الزبورية. تم استبعاد التصنيف الزمني للعالمة جاكلين بيرين.
39. ↑  لدينا تسلسل ملكي مؤكد بشكل قطعي وراسخ منذ أواخر عهد "يدع إيل بين بن يثع أمر
حوالي العام 370 ق م وحتى بداية عهد "يكرب ملك وتر بن يدع إيل بين" حوالي العام 200 ق م بفضل أربعة نقوش تعطينا تسلسلاً راسخاً - مدة 170 عاماً - هي: (Ja 557. و Ja 555. و Ja 550. و CIH 601)، ويعضدها نقوشاً أخرى مثل (LPC 5. و MṢM 3643).
مع انتهاء عهد "يكرب ملك وتر بن يدع إيل بين" حوالي العام 180 ق م، نفقد أهم المعايير وهي النقوش التي كانت تعطينا تراتب الملوك الراسخ. منذ هذا التاريخ وحتى الغزو الروماني، لدينا معيارين اثنين فقط نعتمد عليها، أولاً: التصنيف الزمني التقديري للنصوص بناءً على تطور شكل الحروف (هيرمان فون ويسمان 1976). ثانياً: أسماء الملوك وآباءهم، مما يعطينا تسلسل بديل، ولكن هذا التسلسل ليس قطعي مثل الفترة المؤكدة فيما بين العام (370 ق م - 180 ق م). "نسخة مؤرشفة". مؤرشف من الأصل في 2024-04-04. اطلع عليه بتاريخ 2024-03-06.{{استشهاد ويب}}:  صيانة الاستشهاد: BOT: original URL status unknown (link)
40. ↑  النص المهم جداَ (Ja 557). يعطينا تسلسل ملكي مؤكد لخمسة ملوك (يدع إيل بين، سمه علي ينوف، يثع أمر وتر، يكرب ملك ذريح، وسمه علي ينوف)، ويؤرخ صاحب النص (أبو كرب) خدمته لهؤلاء الملوك منذ  نهاية حكم "يدع إيل بين " حوالي سنة 370 ق م وحتى بداية حكم "سمه علي ينوف بن يكرب ملك ذريح" سنة 320 ق م، أي نحو خمسين عاماً. وتجدر الأشارة إلى أنه ليس غريباً أن يخدم الوزير أو الكاهن خمسين عاماً في حضارات جنوب الجزيرة العربية، حيث لدينا عدد من النصوص تأكد ذلك، منها النص القتباني الموسوم بـ (VL 1)، والذي يذكر صاحبه أنه كان كاهناً في عهد خمسة ملوك طيلت 54 عاماً. "نسخة مؤرشفة". مؤرشف من الأصل في 2024-04-04. اطلع عليه بتاريخ 2024-02-28.{{استشهاد ويب}}:  صيانة الاستشهاد: BOT: original URL status unknown (link)
41. ↑  النص المعيني (RES 3022) يشير إلى اعتدات سبئية على قوافل معين. وهو أيضاً يتطابق معجمياً مع المفردات والصيغيات في النص السبئي (B-L Nashq)، مما يمكننا أن نعتقد أنهما من نفس الفترة، ويشيران إلى نفس الحدث. نسخة محفوظة 2023-04-15 على موقع واي باك مشين.
42. ↑  تم التعرف على معنى كشد من خلال نصوص أخرى، ويشير  النقش (Maraqten-Qatabanic 1) المؤرخ من القرن الأول قبل الميلاد إلى رحلات القوافل القتبانية شمالاً إلى أراضي الأنباط وكشد (ربما: الكلدان) والمصريين والأيونيين. هناك أيضا نص من القرن الثالث الميلاد يشير إلى وفادة من أرض "كشد" إلى ملك حضرموت لتهنئته باعتلاء العرش (Ja 931) نسخة محفوظة 2024-03-25 على موقع واي باك مشين.
43. ↑  فور سيطرة القتبانيون وأولاد عم على وادي الجوبة، قام "هوف عم يهنعم بن سمه وتر"  بتحصين الوادي (النقش: Ghul-YU 63. و(Ghul-YU 90). نسخة محفوظة 2024-02-18 على موقع واي باك مشين.
44. ↑  حاول السبئيون وملكهم "يثع أمر وتر" ابن أو حفيد "يدع إيل بين" استعادة "وادي ونب" خلال النص الثاني من القرن الرابع قبل الميلاد (النقش: Gr 218). نسخة محفوظة 2024-02-17 على موقع واي باك مشين.
45. ↑  من المثير للأهتمام أن حكام قتبان في نصوصهم الشخصية اطلقوا على أنفسهم لقب "مكرب" منذ الربع الأول من القرن الرابع قبل الميلاد، بينما في نصوص اتباعهم ما زالوا يطلقون على حكامهم لقب "ملك".
46. ↑  هذا النقش مثير للجدل (CIH 377)، حيث ورد اسم "السميع نبط ابن نبط علي"، مما جعل بعض الباحثين يفترضون أن "نبط علي" هو ملك كمنا المعاصر لكربئيل وتر، والسميع نبط هذا ابنه. ولكن كريستيان روبن أثبت لنا من خلال مقارنة ببليوغرافيا النقوش، أن هذا النقش يعود إلى عهد "يدع إيل بين بن يثع أمر وتر". وتجدر الإشارة إلى أن اسم "نبط علي" يتكرر في أسماء ملوك كمنا، ولدينا ثلاثة ملوك مؤكدين حملوا هذا الاسم من حقب مختلفة، كذلك اسم "السميع" يتكرر لدى ملوك كمنا. ومن الملاحظ في هذا النص – لفظ "أملوك مأرب" وهو لقب ظهر في القرن الرابع قبل الميلاد وبالتحديد بدءًا من عهد يدع إيل بين – طالع النقش (Ja 557). أيضاً وردت صيغة "أملوك مأرب" المثيرة في نقش آخر من القرن الثالث قبل الميلاد (CIH 37). ومن خلال عدد من المعايير، يمكننا بشكل مؤكد أن نضع هذا النقش في القرن الرابع قبل الميلاد، دون أدنى شك. "نسخة مؤرشفة". مؤرشف من الأصل في 2024-04-04. اطلع عليه بتاريخ 2024-03-25.{{استشهاد ويب}}:  صيانة الاستشهاد: BOT: original URL status unknown (link)
47. ↑  لدينا نقش جديد - نشرته البعثة الفرنسية - موسم بـ (SMA 06.70 -1) من حمى شمال نجران، يسجل فيه المسؤول "أبو كرب" مرور قافلة ملك سبأ بحمى (بلفظ مركبة ملك سبأ)، إلا أنه لم يذكر اسم الملك، ومن خلال المقارنة بين هذا النقش ونقوش "يدع إيل بين" الأخرى، يتضح أن "بدع إيل بين" أو ابنه "سمه علي ينوف" أصحاب هذه القافلة. "نسخة مؤرشفة". مؤرشف من الأصل في 2024-04-10. اطلع عليه بتاريخ 2024-03-25.{{استشهاد ويب}}:  صيانة الاستشهاد: BOT: original URL status unknown (link)
48. ↑  من المحتمل أن التحالف المفترض بين نجران ومملكة معين، حدث في فترة  ما من النصف الثاني من القرن الرابع قبل الميلاد، وهو تحالف تجاري ضد سبأ. ومن المؤكد أن ذلك التحالف حدث في فترة الإنهيار السبئي بعد "يدع إيل بين" وابنه "سمه علي ينوف".
49. ↑  النص المهم جداَ (Ja 555). يعطينا تسلسل ملكي مؤكد لخمسة ملوك (يثع أمر وتر، يكرب ملك ذريح، سمه علي ينوف، يدع إيل بين، ويكرب ملك وتر)، ويؤرخ صاحب النص (ذمار كرب) خدمته لهؤلاء الملوك منذ نهاية حكم "يثع أمر وتر" حوالي سنة  330 ق م وحتى حكم "يكرب ملك وتر" سنة 280 ق م، أي نحو خمسين عاماً. وتجدر الإشارة إلى أن "ذمار كرب" بعد أن ترك منصبه، عاش إلى زمن يكرب ملك وتر ويثع أمر بين المشترك حوالي العام 265 ق م، ولو افترضنا أن عمره كان زمن "يثع أمر وتر" بضع وعشرين عاماً، فيكون عمره عند وفاته بضع وثمانين سنة. ويظهر طول عمر هذا الرجل في قوله أنه كرس النقش لأبنه "شراحيل" خادم  (ابن) الملك "يكرب ملك وتر" وكل أحفاده "سمه أمر" و"هالك أمر" و"يثع يكرب" "وخيرهمو" و"نشأ كرب" وجميع ذريتهم. ومن الواضح أنه كبير أسرة تفرعت لثلاثة أجيال. نسخة محفوظة 2024-02-29 على موقع واي باك مشين.
50. ↑  النص (MṢM 3643). يعطينا تسلسل ملكي مؤكد لثلاثة ملوك (يثع أمر وتر، يكرب ملك [ذريح]، [سمه عـ]لي ينوف)، ويؤكد هذا النقش التسلسل الملكي في النقوش (LPC 5 وJa 557 وJa 555). نسخة محفوظة 2024-02-29 على موقع واي باك مشين.
51. ↑  "هوف عم يهنعم بن سمه وتر" و"يدع أب يجل بن ذمار علي" أعظم حكام قتبان المحاربون، والذين استطاعوا كسر سبأ. وعاصر "يدع أب يجل بن ذمار علي" عدداً من ملوك من سبأ من بينهم (يدع إيل بين، وسمه علي ينوف، ويثع أمر وتر)، مما يدل على طول فترة حكمه. – (النقش: Ja 2361). نسخة محفوظة 2024-02-18 على موقع واي باك مشين.
52. ↑  النص (LPC 5). يعطينا تسلسل ملكي مؤكد لثلاثة ملوك (يكرب ملك ذريح، سمه علي ينوف، يدع إيل بين)، ويؤكد هذا النقش التسلسل الملكي في النقشين (Ja 557 وJa 555). نسخة محفوظة 2024-02-29 على موقع واي باك مشين.
53. ↑  النص المهم جداَ (Ja 550). يعطينا تسلسل ملكي مؤكد لأربعة ملوك (يدع إيل بين، يكرب ملك وتر، يثع أمر بين، كرب إيل وتر)، ويؤرخ صاحب النص (تبع كرب بن ذمار يدع) خدمته لهؤلاء الملوك منذ أواسط حكم "يدع إيل بين " حوالي سنة 290 ق م وحتى حكم "يثع أمر بين" وابنه "كرب إيل وتر" المشترك حوالي العام 250 ق م، أي كانت خدمته نحو أربعين عاماً. نسخة محفوظة 2024-02-29 على موقع واي باك مشين.
54. ↑  هذا الاكتشاف له شأن تاريخي كبير؛ لأنه يثبت فترات وتواريخ حكام سبأ بشكل أدق  ومقابلتهم مع الحكام السلوقيين المعلوم زمنهم بدقة. الجدير بالذكر هنا، أنه من الصعب تحديد مدة حكم كل ملك، وذلك لعدم وجود نقوش مؤرخة تشيرإلى بداية حكم كل ملك ونهايته، كما هو الحال في الحوليات الآشورية أو أرشيف فراعنة مصر القديمة أو سجلات الحكام اليونان. ومن حسن الحظ ظهور التقويم الحميري والتقاويم المحلية مع نهاية القرن الثاني قبل الميلاد، والتي اعانت العلماء في ضبط التاريخ السبئي.
55. ↑  "لم تصلنا حتى الآن بنود هذا الصلح، ولكن على ما يبدو أن القتبانيون والسبئيون اتفقوا على تقسيم المرتفعات الوسطى بينهما. ويظهر أن هذا الصلح والاتفاق امتد لثلاثة عقود طيلت فترة حكم "يثع أمر بين بن يكرب ملك وتر" وجزء كبير عهد ابنه "كرب إيل وتر". وفي نهاية عهد الملك السبئي "كرب إيل وتر بن يثع أمر بين" ينخرق هذا الصلح لأسباب غير معلومة حتى الآن. ونتائج الأخلال بهذا الصلح، ستكون وخيمة على سبأ، حيث فقد السبئيون في هذا الوقت حتى المرتفعات الوسطى – ويظهر ذلك من جملة "إخراج سبأ من كل أراضي أولاد عم".
56. ↑  "بفضل تلك التغييرات في اللقب السبئي، يمكن  تصنيف عصر ملوك الأسرة السبئية التقليدية إلى حقبتين، الحقبة الأولى: بصيغة اللقب القديم، وتمتد ما بين القرنين الرابع والثالث قبل الميلاد. والحقبة الثانية: بصيغة اللقب المستحدث، وتمتد ما بين نهاية القرن الثالث إلى القرن الأول قبل الميلاد، وهو زمن زوال الأسرة السبئية التقليدية – وصعود الأسرة الريدانية إلى عرش مملكة سبأ. وبهذا المعطى، يمكن تصنيف فترات الملوك بشكل أدق.
57. ↑  النص المهم (CIH 601 ). يعطينا نسب وتسلسل مؤكد لثلاثة ملوك (كرب إيل وتر، وابنه يدع إيل بين، وحفيده يكرب ملك وتر)، هكذا " يكرب ملك وتر بن يدع إيل بين بن كرب إيل وتر". نسخة محفوظة 2024-02-29 على موقع واي باك مشين.
58. ↑  لا يمكننا وضع ذمار علي ينوف ابن للملك يكرب ملك وتر رقم (7)، حيث أن قائمة الملوك من بعده راسخة بفضل النقش (Ja 550.). علاوة على ذلك، ذمار علي ينوف يحمل الصيغة الملكية التي استحدثت زمن الملك رقم (10)، وهي صيغة تسبيق اللقب الملكي على اسم الأب. بالإضافة إلى معاييرالتصنيف الزمني التقديري للنصوص بناءً على تطور شكل الحروف، يجعل نقوش هذا الحاكم في القرن الثاني قبل الميلاد بشكل مؤكد، وفي هذا القرن لا يوجد ملك يحمل اسم "يكرب ملك وتر" سوى رقم (11). جميع تلك المعطيات الراسخة تجعل هذا الحاكم ابن الملك السابق بشكل مؤكد. نسخة محفوظة 2024-02-29 على موقع واي باك مشين.
59. ↑  ذكر في النص  (RES 3994)، ولكن بسبب تلف في النقش سقط اسمه وبقى اسم ابنه. نسخة محفوظة 2024-07-13 على موقع واي باك مشين.
60. ↑  محمد مرقطن قدر فترة هذا الملك في الفترة فيما بين (105 ق م - 90 ق م)، هناك هامش خطأ عشر سنوات – (Maraqten, Mohammed 2017)، لا يستبعد أن هذا التقدير وفقاً لنقوش جديدة من التنقيبات التي شارك فيها، ربما قد سدت الفجوة الزمنية الواضحة في منتصف القرن الثاني قبل الميلاد. نسخة محفوظة 2024-02-29 على موقع واي باك مشين.
61. ↑  وضع العالم "هيرمان فون ويسمان" هذا الملك في الفترة التي تلت الحملة الرومانية. مع ذلك، لا يمكننا قبول رأيه وفق المعطيات الحديثة (Wissmann 1976). نسخة محفوظة 2024-03-04 على موقع واي باك مشين.
62. ↑  لا تعارض في أن يكون سمه علي ينوف هو من بدء مشروع إعادة تسوير مأرب، ومن بعده أكمل المشروع ابنه "يدع إيل وتر" –الملك القادم.
63. ↑  على الرغم من أن النقش (Sharaf 6)، يذكر أن "سمه علي ينوف بن يدع إيل ذريح" أصدر قوانين لتنظيم الري في واحة مأرب أو ربما إنشاء شبكات ري جديدة تغذي واحة يسران. ولسقوط بعض الكلمات لا يمكن الجزم، إنما يمكن تأكيد أن النقش يتعلق بالري لا السور. مع ذلك، يزعم "أحمد حسين شرف الدين" أن النقش يشير إلى إعادة تسوير مأرب، وفقاً لقراءته. ومن حسن الحظ أن إفراغ النص مكتوباً بالأحرف السبئية: «hḥr S¹mhʿly Ynf bn Ydʿʾl Ḏrḥ ʾl ʾs¹ yzrr ʿfrm b-ʿly ḥbb ḏhbn [...] ys¹rn mflqn w-hnḫyw b-ʿly ys¹rn mflqn [...] ʾbʿl ṣwrt [...]»، وهو دون أدنى شك يتحدث عن الري. وفقاُ لنسخ "شرف الدين"، النقش مكتوب بالطريقة العادية لا المحراث، وبأحرف دقيقة وصغيرة، وهو يحمل سمات فترة القرن الأول قبل الميلاد - القرن الأول الميلادي. (انظر: صورة نسخ النقش). نسخة محفوظة 2025-01-23 على موقع واي باك مشين.
64. ↑  في عام 1895، اقترح إدورد جلازر أن Ilasaros هو الشرح يحضب، وظل رأيه لفترة طويلة متبعاً حتى ظهور هيرمان فون ويسمان.  في العقود الأخيرة تم تأكيد زمن الشرح يحضب في القرن الثاني الميلادي وفقاً للنقوش المؤرخة، وتم نفي ما اقترحه جلازر بشكل قطعي. –  (Die Abessinier in Arabien und Afrika). نسخة محفوظة 2024-03-25 على موقع واي باك مشين.
65. ↑  ربما أن "ذمار علي بين" عهد إلى شقيقه بإدارة أمور الدولة – وقت اعتكافه أو مرضه – إلى حين يستطيع مزاولة مهامه كملك للدولة.  والجدير بالذكر هنا، أن في عصر الأسرة السبئية التقليدية، هناك تقليد أن الحاكم الشرعي يجب أن يحمل أحد الأسماء الستة المركبة (يثع أمر، سمه علي، كربئيل، يكرب ملك، يدع إيل). أما الأمراء فيحملون أسماء مثل بقية العامة، وهناك حالات شاذة في تاريخ سبأ نجد فيها الأمراء بلقب "ملك"، ولكن دائماً ما تذكر أسماؤهم إلى جانب آبائهم أو أشقائهم الملوك الشرعيين. وبذلك هم مجرد نواب للملوك في فترة مؤقتة أو حدث محدد.
66. ↑  النص المؤرخ (BynM 2) – مؤكد أنه كتب في الفترة التي تسبق سيطرة الملك عمدان على مأرب، حيث يحمل هنا اسم "عمدان يهقبض"، وذلك قبل أن يضيف اللقب السبئي "بين"، وهو لقب اكتسبه مع وصوله إلى مأرب.
67. ↑  لم يتخذ ذمار علي ذريح لقباً ريداني ولا ابنه كرب إيل بين الثالث، مما يدل أن في فترتهما كان "هالك أمر" وشقيقه "عمدان" يحكمان ظفار يريم. ومن الواضح أن هناك اقتسام  في المهام الملكية بين أفرد هذه الأسرة، مما أدى للنزاع في عهد يهاقم وعمه عمدان، وانفصال ظفار عن مأرب في هذا الوقت. نستثني ذمار علي وتر يهنعم وكرب إيل وتر يهنعم، اللَّذانِ من المؤكد حكما مملكة سبأ من ظفار ومأرب معاً، فحملا اللقبان. في هذا الوقت، إضافة اللقب السبئي إلى جانب اللقب المحلي يدل على الوحدة دائماً. مع ذلك، هناك حالة شاذة مع الملك كرب إيل وتر يهنعم الثاني ذو النسب الردماني، والذي حمل اللقب السبئي واللقب المحلي "يهنعم" المعروف به قبائل المرتفعات الوسطى والجنوبية-الشرقية، ويبدو أن هذا الملك الردماني كان لديه نية في توحيد سبأ.
68. ↑  نشر الباحث محمد الحاج مع العالم البارز منير عربش النقش الموسوم (al-Ḥadāʾ 2017)، ولكنه نشر منقوصاً - سقط منه التاريخ وكذلك معنى الحدث (Arbach, M., J. Schiettecatte & M. al-Hajj 2021). ولكن يمكننا الآن نشر النقش كامل وهو غاية في الوضوح، وقد جاء فيه الآتي:
  - 1) ḥyrt b-hw ḥyrw Ḏmrʿly Yhbr ḏ
  - 2) Rydn w-s²ʿbn Ḥmyrm w-ʾs²ʿb-hmw b-brṯ
  - 3) Ḍbʾm ḏ-bʾrn Ẓbyn b-ywm s¹bʾw mwfrn
  - 4) ḍrm b-ʿly Whbʾl mlk S¹bʾ w-ḫms¹ w-ʾs²
  - 5) ʿb ʾmlk S¹bʾ b-wrḫn ḏ-ṯbtn ḏ-b-ḫrfn
  - 6) ḏ-l-ṯmnt w-s¹ṯy w-ṯty mʾtn bn ḫrf m
  - 7) bḥḍ bn ʾbḥḍ. نسخة محفوظة 2023-06-25 على موقع واي باك مشين.
69. ↑  قبل اعتلائه العرش السبئي، كان رب شمس أمير ثلث ذي حملان من اتحاد سمعي خلال فترة سيطرة ذمار علي يهبر على مأرب – (Jabal Riyām 2006-19). نسخة محفوظة 2023-11-30 على موقع واي باك مشين.
70. ↑  في خِضم توسع ثأران يعب يهنعم والحميريين على حساب الأرض السبئية، قام علهان نهفان ومعه ابنه شاعر أوتر ملكي سبأ بعقد اتفاقيات داخلية مع حضرموت وردمان، وخارجية مع أكسوم، بهدف الاستمرار في الحكم.
71. ↑  اشتدت الضغوط السياسية والاقتصادية من قبل ثأران على علهان نهفان، الأمر الذي دفع علهان نهفان للتحالف مع (يدع أب غيلان) ملك حضرموت و(جدرت) ملك أكسوم (النقش: CIH 308). نسخة محفوظة 2023-06-28 على موقع واي باك مشين.
72. ↑  للملك العزيلط عدد من النقوش المؤرخة، أهمها النقش المؤرخ بسنة 140 في تقويم ردمان الموافق 214 ميلادي. والسنة الثانية من تاريخ حضرموت، هذا ويرجح الباحثين أن مبدأ تقويم "حضرموت" في سنة 212م، أي مع صعود العزيلط للعرش. (النقش المؤرخ: Ḥājj al-Ṭaffa 1). نسخة محفوظة 2024-02-29 على موقع واي باك مشين.
73. ↑  النص (Ja 631): يذكر فيه القائد السبئي "قطبان أوكن الجرتي" انتصاره على قوات أكسوم بقيادة القائد (بيجة) ابن الملك جدرت محاصري ظفار يريم (عاصمة حمير). وفي هذه المعركة، التي استمرت عدة أيام، شارك الملك الحميري لعزم يهنف يهصدق على رأس قواته إلى جانب قطبان أوكن، والذي يحمل لقب "ملك سبأ وذي ريدان"، وخلال هذه الحرب يتوفى شاعر أوتر ويصعد لحي عثت يرخم إلى العرش. نسخة محفوظة 2023-06-24 على موقع واي باك مشين.
74. ↑  مما يدعم تحالفهما ذكر الجنرال قطبان أوكن في نقشه - وهو تابع للملك شاعر - أن العز يهنف يصدق ملك سبأ وذو ريدان، وذكر في ذات النقش شاعر أوتر ملك سبأ وذو ريدان، وهو اعتراف لكل منهما للأخر بلقب ملك سبأ وذو ريدان (النقش:  Ja 631). نسخة محفوظة 2023-06-24 على موقع واي باك مشين.
75. ↑  آخر نقش مؤرخ تم العثور عليه لشمر يهرعش وضع في شهر ذو المبكر سنة 421 حـ في التقويم الحميري الموافق مايو سنة 311 ميلادي (النقش المؤرخ: MB 2004 I-123 نسخة محفوظة 26 ديسمبر 2023 على موقع واي باك مشين.).
76. ↑  يعود النص (Ir 29) إلى عهد ياسر يهنعم وأبنه ذرأ أمر أيمن (نحو 315م - 317)، وهو نص كتبه رجل يدعى "شرح عثت" من قبيلة صوبان. وتجدر الإشارة إلى أن " شرح عثت الصوباني" كان أحد رجالات شمر يهرعش، وهو الذي بعثه شمر يهرعش إلى قيصر ملك الشام في سنة 421 حـ في التقويم الحميري الموافق مايو سنة 311 ميلادي (النقش المؤرخ: MB 2004 I-123 نسخة محفوظة 26 ديسمبر 2023 على موقع واي باك مشين.).
77. ↑  الإشارة الأخيرة المتوفرة من خلال اللقب "أبو كرب أسعد ملك سبأ وذو ريدان وحضرموت ويمنة". يعود تاريخها إلى سنة 539 حميري/429م (النقش المؤرخ: MS Šiǧāʿ 1)،  أي أن أبو كرب أسعد قام بتعديل لقبه بإضافة الطود وتهامة، بعد هذا التاريخ.
78. ↑  آخر النصوص التي تذكر لقب "الملوك سادة ريدان" أو "الأملوك"، كان في سنة 560 حميري الموافق 450م (النقش المؤرخ: Ry 340)، ربما في هذا العام انتهت فترة الحكم المشترك الذي كان في فترة أبو كرب أسعد وبنوه. من بعد هذا التاريخ يظهر شرحبيل يعفر منفرداً بالعرش ولمدة 15 عاماً، لا يشاركه في الحكم أحد. وهو أمر غريب، تفرد به عن بقية حكام سلالة ذمار علي يهبر الثاني، وربما يشير ذلك إلى انقلاب شرحبيل يعفر على إخوته، ومما يدعم تلك الفرضية أن شرحبيل يعفر لم يتخذ شريكاً له في الحكم طيلة فترة حكمه. نسخة محفوظة 2023-12-31 على موقع واي باك مشين.
79. ↑  النص سقط منه اسم الملك بسبب كسر، ولكنه يذكر اللقب الطويل [ملك سبأ وذي ريدان ...وأعرابهم طو]، ومؤرخ بسنة 563 حميري الموافق 453م. وقد اقترح مولر أن النقش يعود إلى عهد شرحبيل يعفر المنفرد، مستنداً إلى أن نص آخر موسم بـ (CIH 540) والذي يشير إلى وقوع خراب لسد مأرب في شهر ذو داون سنة 564 المقابل شهر يناير سنة 454م في عهد هذا الملك، أي بعد بضع شهور من هذا النص.
80. ↑  آخر ذكر لاسم "أبو شمر نواف الأول" في سنة 474م، ربما هلك في الحرب التي قادها والده على وسط الجزيرة العربية (Maʾsal 3). من المؤكد أن "أبو شمر" قد اختفى في حياة والده، وانفرد الإخوة "لحيعة ينوف" و"معد كرب ينعم" مع والدهم. نسخة محفوظة 2023-07-10 على موقع واي باك مشين.
81. ↑  من المثير للاهتمام، أن لحيعة يظهر في هذا النقش دون نعت "ملك"، وهو ليس أمراً غريب، حيث لدينا نقش للملك أبو كرب أسعد يذكر نفسه دون نعت ملك (النقش: ẒM 5 + 8 + 10). هناك احتمالات وفرضيات أخرى، منها: أن في وقت تدوين النقش ربما أن العرش انتقل إلى أحد ابنائه شرحبيل يكف الثاني أو مرثد ألن ينعم، أو أنه كان شاغراً، ولحيعة هنا بصفته متقاعد، والدليل ذكره أنه من بني "معاهر وهصبح"، وذلك على نقيض ما هو معلوم من أن الملوك لا يذكرون أصولهم في النقوش الملكية، ولكن ربما المقصود أن "بنوه" كانوا أمراء على أراضي معاهر وهصبح، وهي إقطاعات لهم. الفرضية الأخيرة، وهي أن في بداية القرن السادس الميلادي، كانت أكسوم تسيطر على ساحل اليمن الغربي، وبذلك ضغطت على حمير، في إزالة أسرة شرحبيل يكف اليهودية، لينتقل الحكم من الملك اليهودي مرثد ألن ينعم إلى مرثد ألن ينوف المسيحي، الذي من المؤكد أنه ليس من هذه الأسرة.
82. ↑  يفترض عالم العربيات كريستيان روبن أن اسم "معاهر وهصبح" إنما هي إشارة إلى أن هؤلاء الأمراء كانت لهم "هصبح ومعاهر" كإقطاعات. مع ذلك، يجب علينا عدم إغفال ماوصلنا إلينا من رواية الأخباريون العرب أن حكم حمير انتقل من بيت أبو كرب أسعد إلى أسرة ذو أصبح، والتي جعلها النسابة تارة حميرية وتارة أخرى كهلانية.
83. ↑  النفش الموسوم بـ (CIH 620). وصلنا هكذا ([مجهول] ينعم ملك)، ويرجح أن الاسم الساقط هو [مرثد ألن] ينعم. وتجدر الإشارة إلى أن الباحثة "أيفونا جايدا" تفترض أن الاسم الساقط هو [معد كرب] ينعم. ولا يمكننا قبول هذا الرأي، حيث أن اسم معد كرب ينعم كان يرد دائماً بعد "لحيعة ينوف"، وبذلك لا يمكننا قبول صعوده إلى العرش قبل أخيه "لحيعة ينوف" الوريث الشرعي. ومن المؤكد حالياً وفق النقوش الحديثة، أن "معد كرب ينعم" لم يصل إلى العرش. ويمكننا إعادة بناء النقش هكذا: [مرثد ألن] ينعم ملك [سبأ وذي ريدان ريدان وحضرموت ويمنت وأعرابهم في الطود وتهامة بن لحيعـ]ـة ينوف ملك [سبأ وذي ريدان وحضرموت ويمنت وأعرابهم الطود وتهامة بن شر]حبيل يكف ملك [سبأ وذي ريدان وحضرموت ويمنت وأعرابهم الطود وتهامة]. نسخة محفوظة 2023-07-11 على موقع واي باك مشين.